# Kastell Künzing

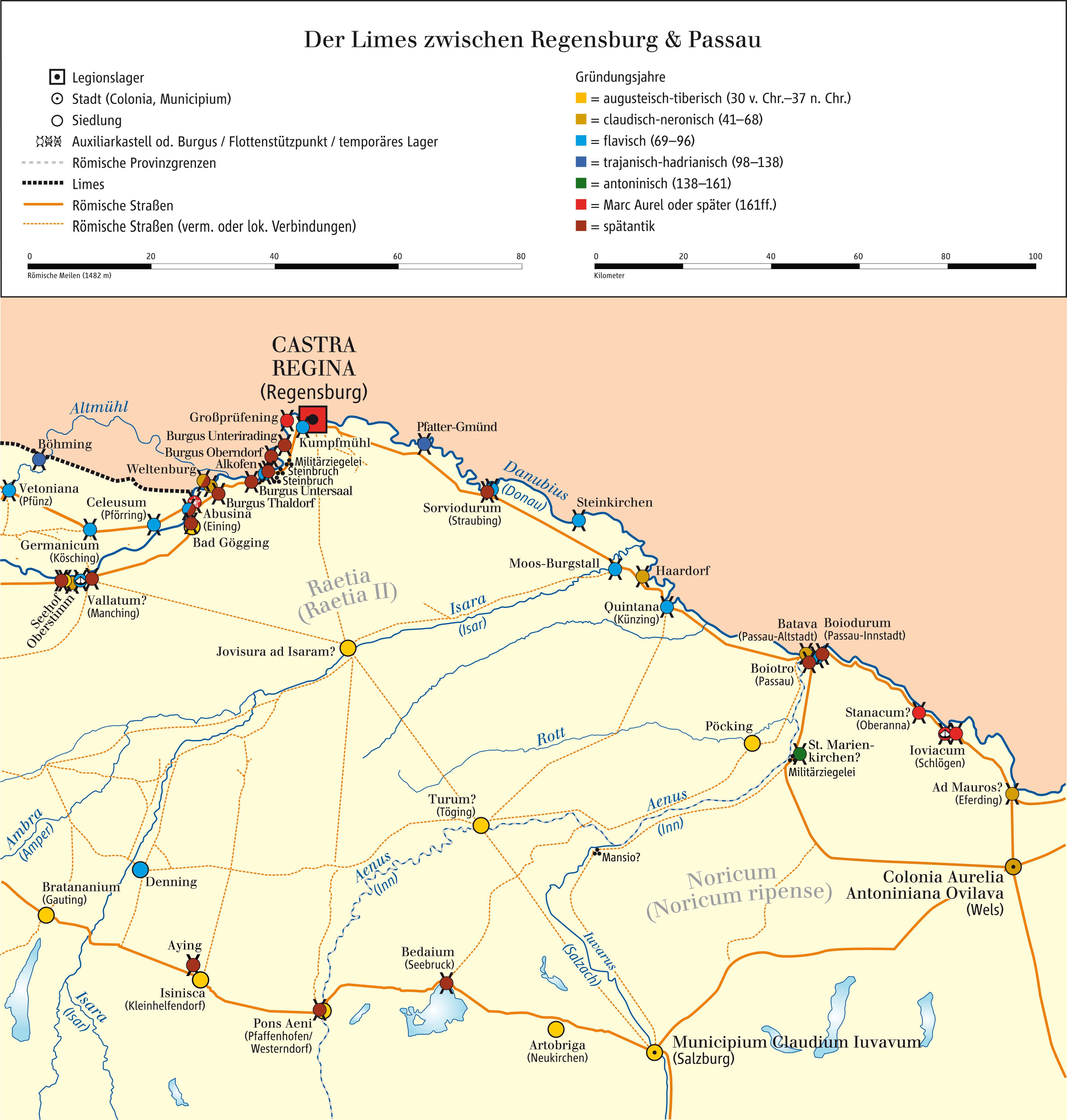
Die Lage des römischen Künzings am rätischen Donaulimes

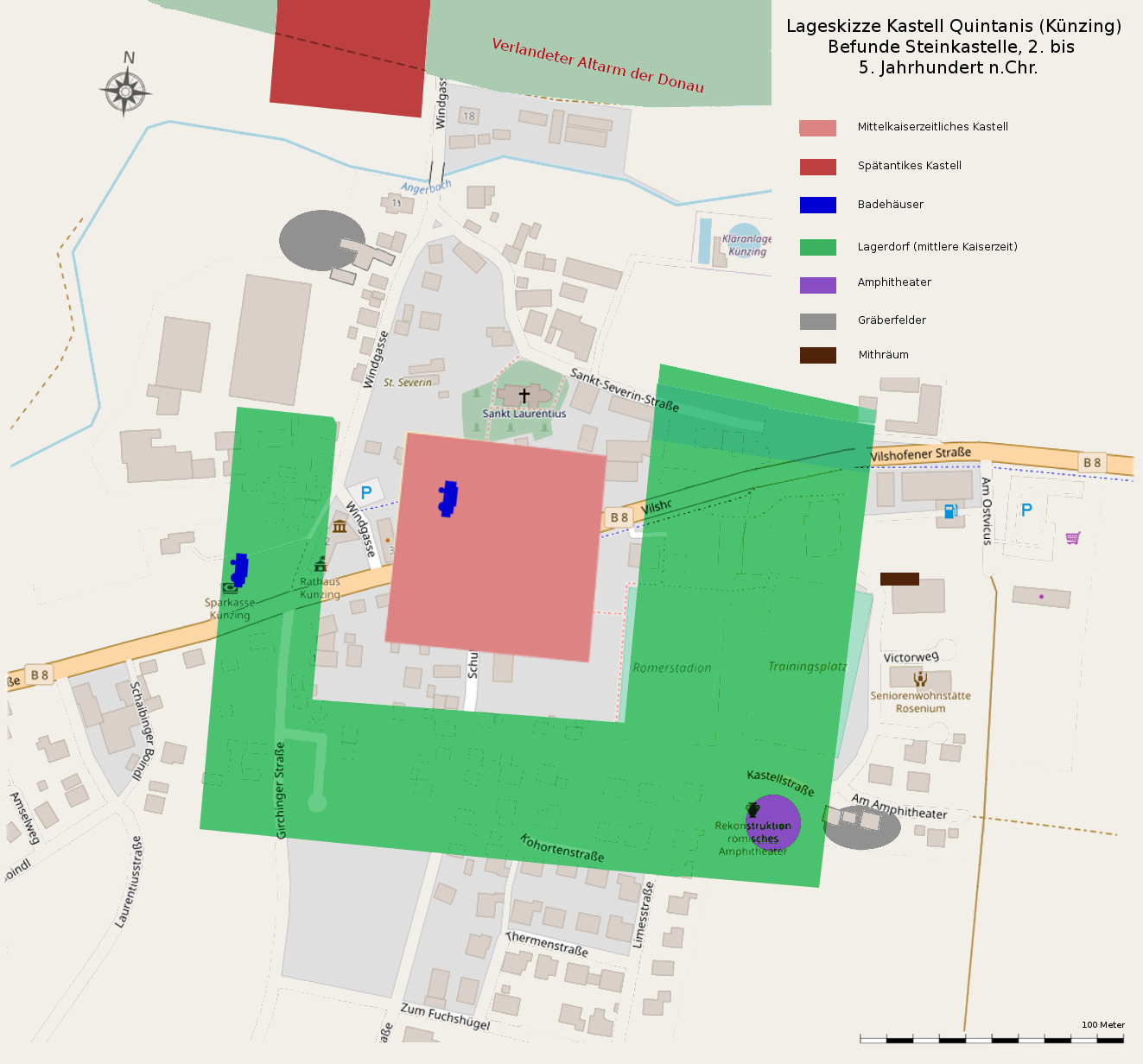
Lageskizze Kastelle und Vicus (2. bis 5. Jahrhundert)

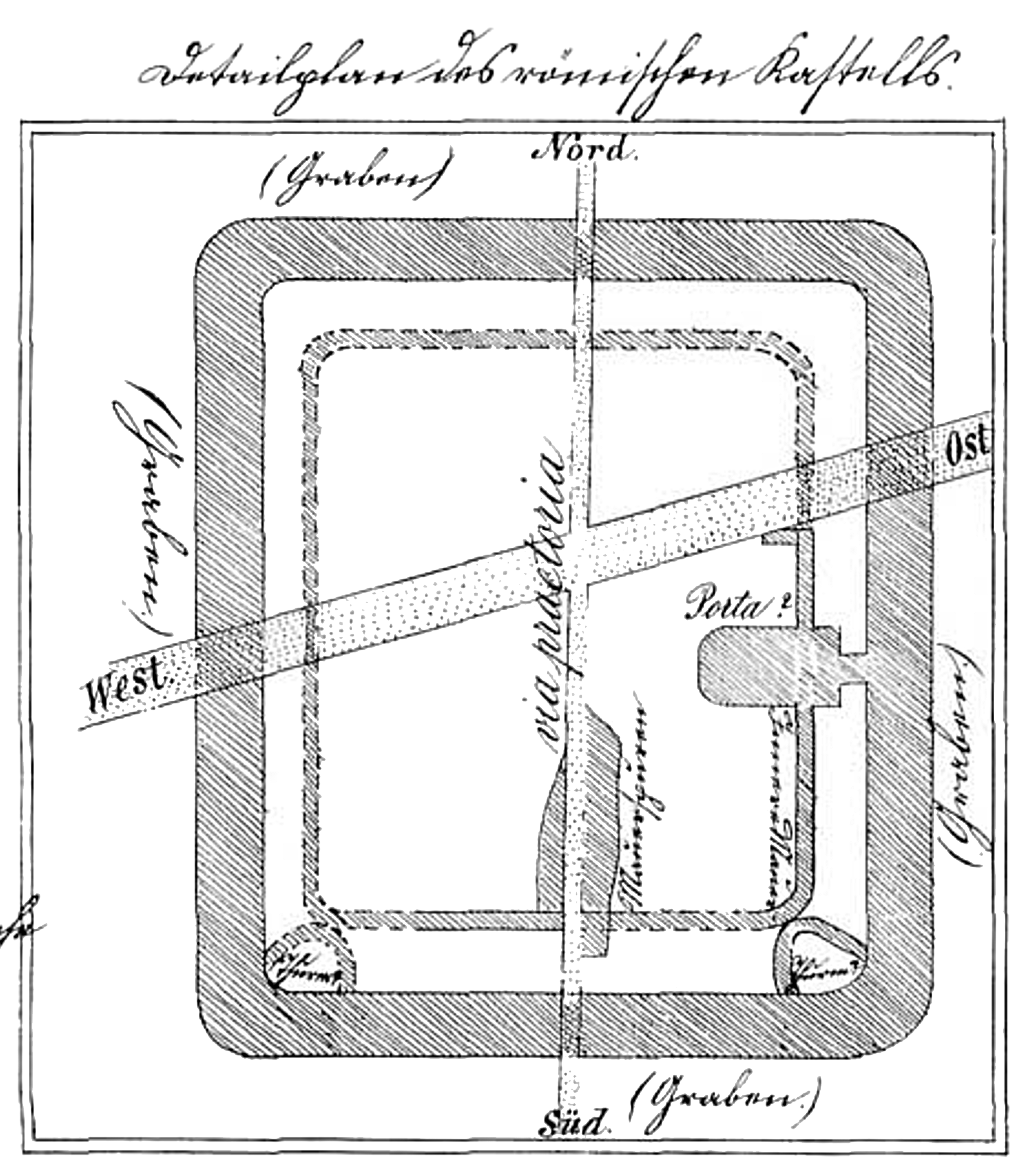
Der älteste Detailplan zum Kastell aus dem Jahr 1874

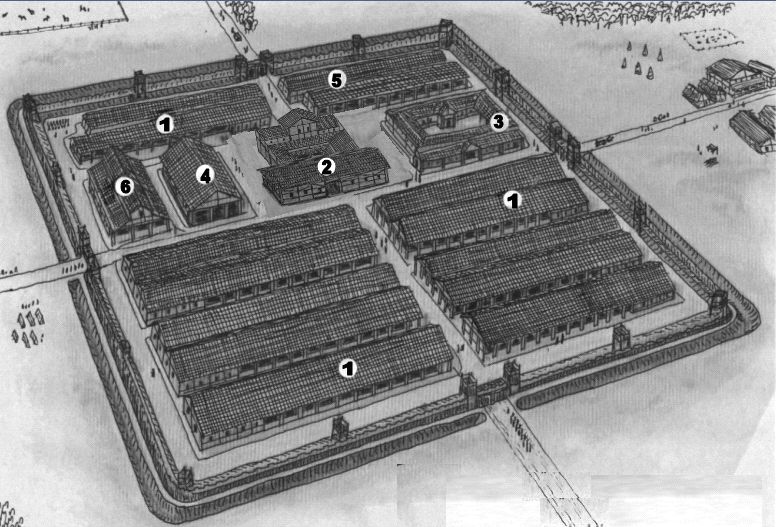
Rekonstruktionsversuch des frühen Holz-Erde-Kastells: 1. Kasernen (Contubernia), 2. Kommandogebäude (Principia), 3. Haus des Lagerkommandanten (Praetorium), 4. Lagerhaus (Horreum), 5. Pferdeställe (Stabulum), 6. Lagerlazarett (Valetudinarium)

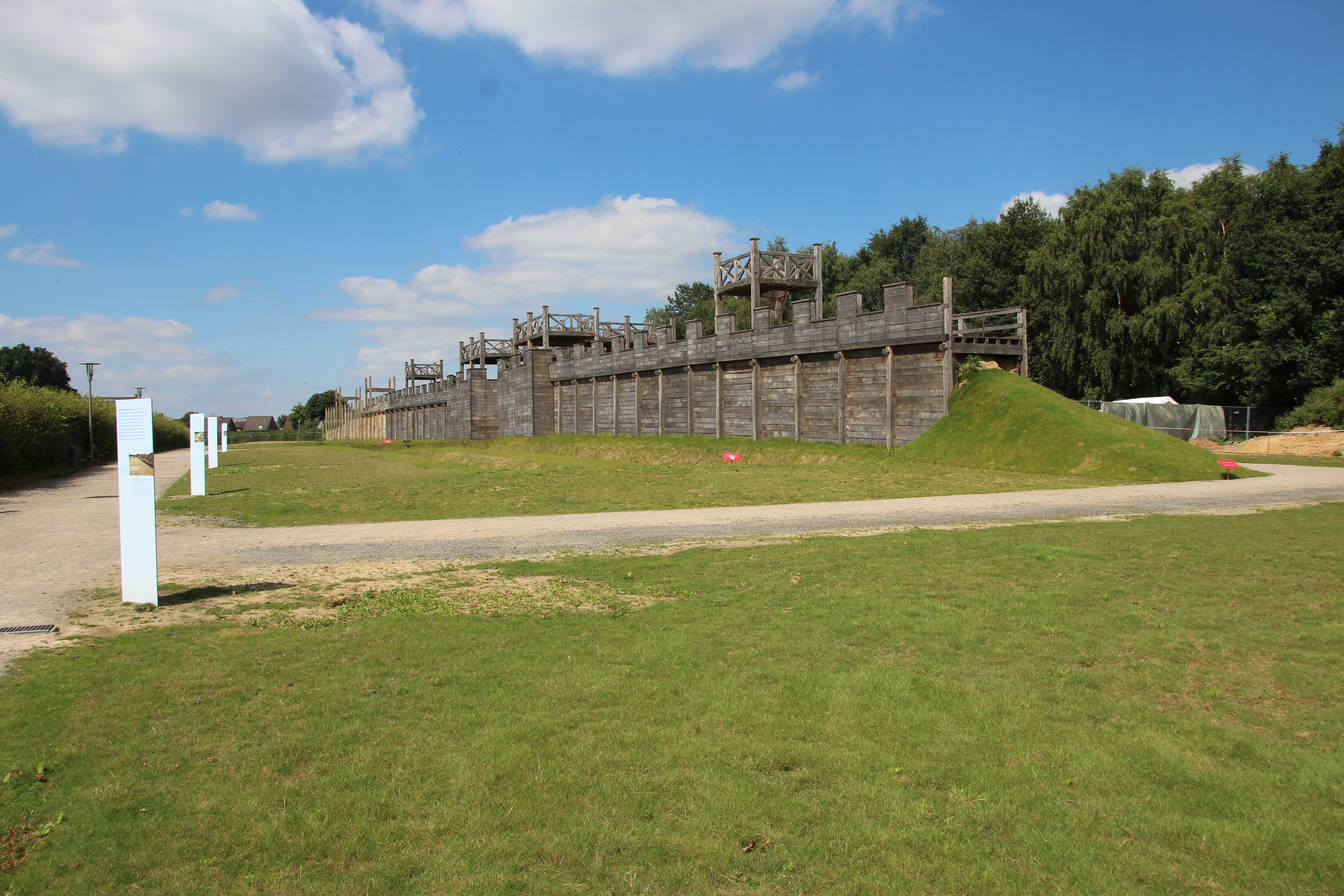
Rekonstruktionsversuch einer Holz-Erde-Befestigung in Haltern, (Kastenbauweise, entspricht Holz-Erde-Kastell II)

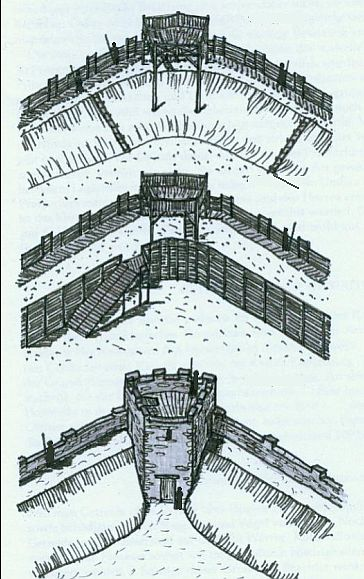
Bauphasen des SO Eckturmes

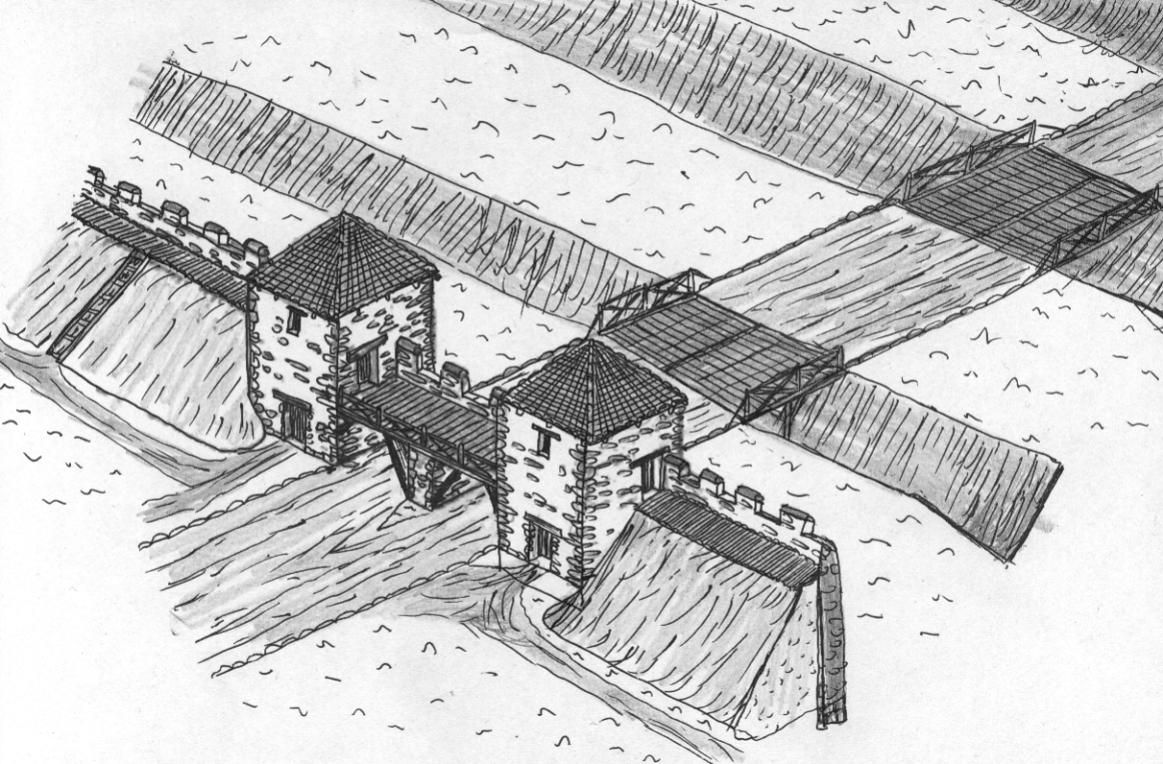
Rekonstruktionsversuch des Haupttores, Steinkastell I

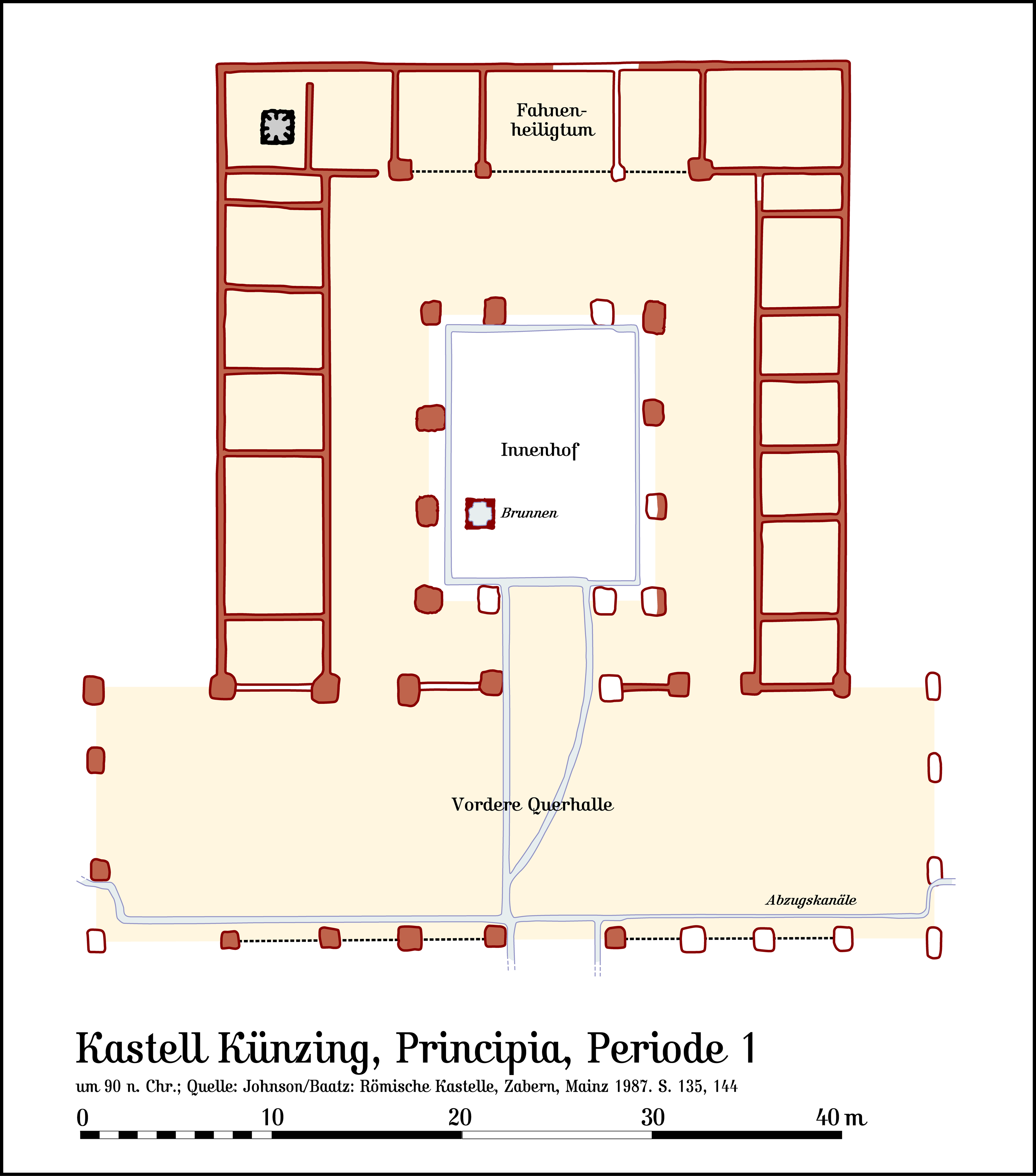
Die Principia der ersten Holz-Erde-Periode, um 90 n. Chr.

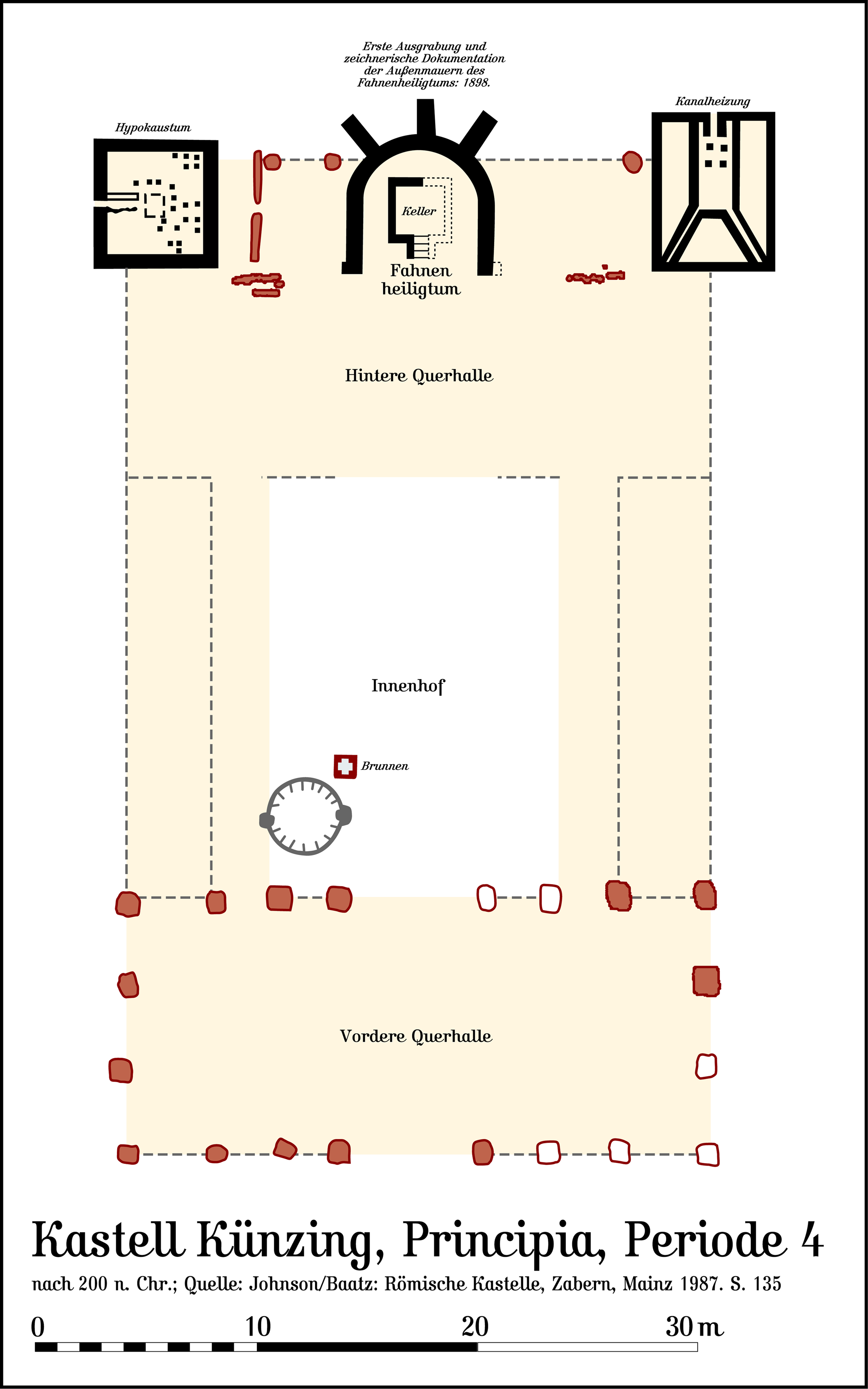
Die principia in ihrer letzten Ausbauperiode nach 200 n. Chr.

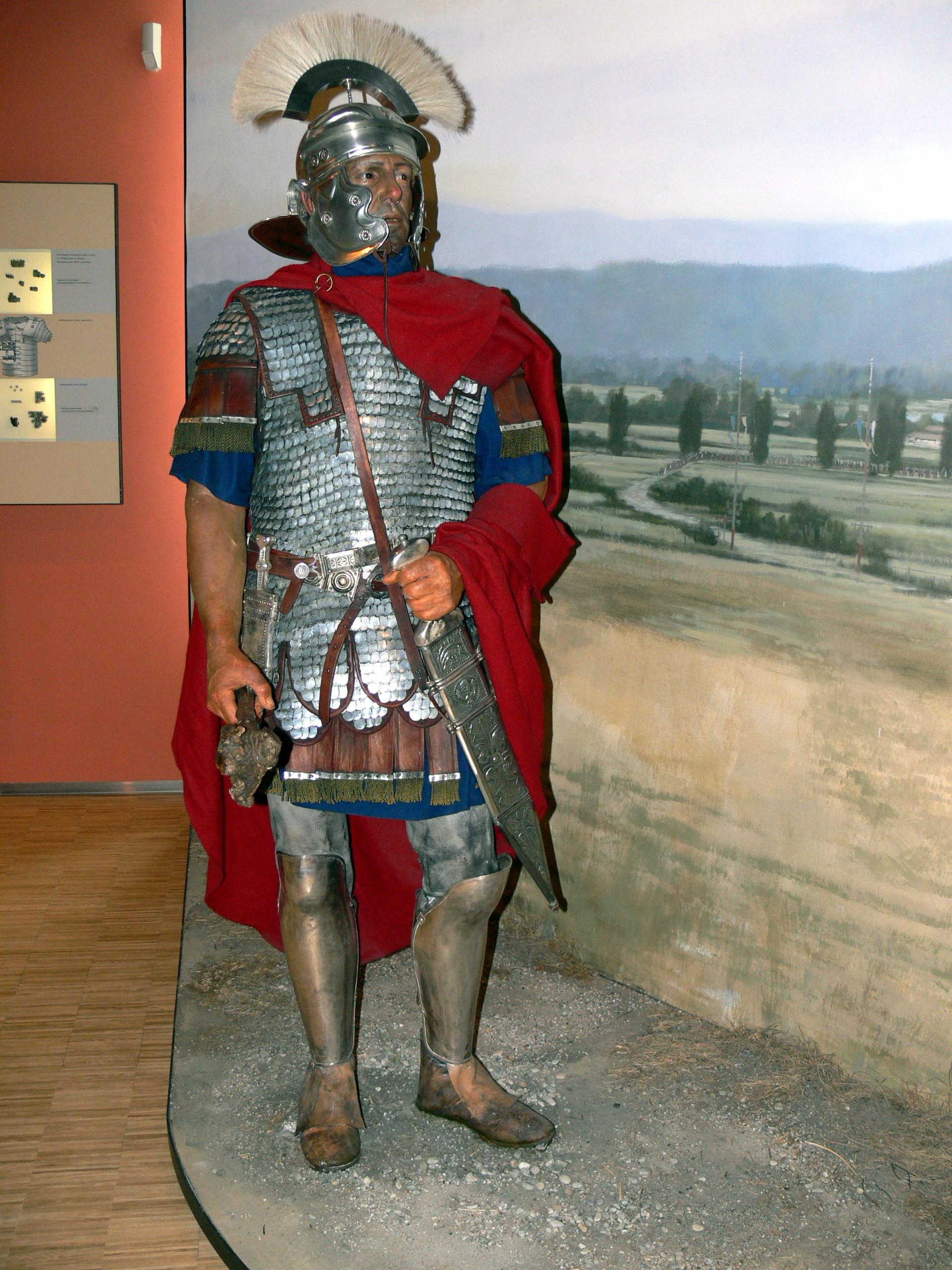
Figurine eines Zenturio im Museum Quintana

Spätantike Keramik aus Künzing

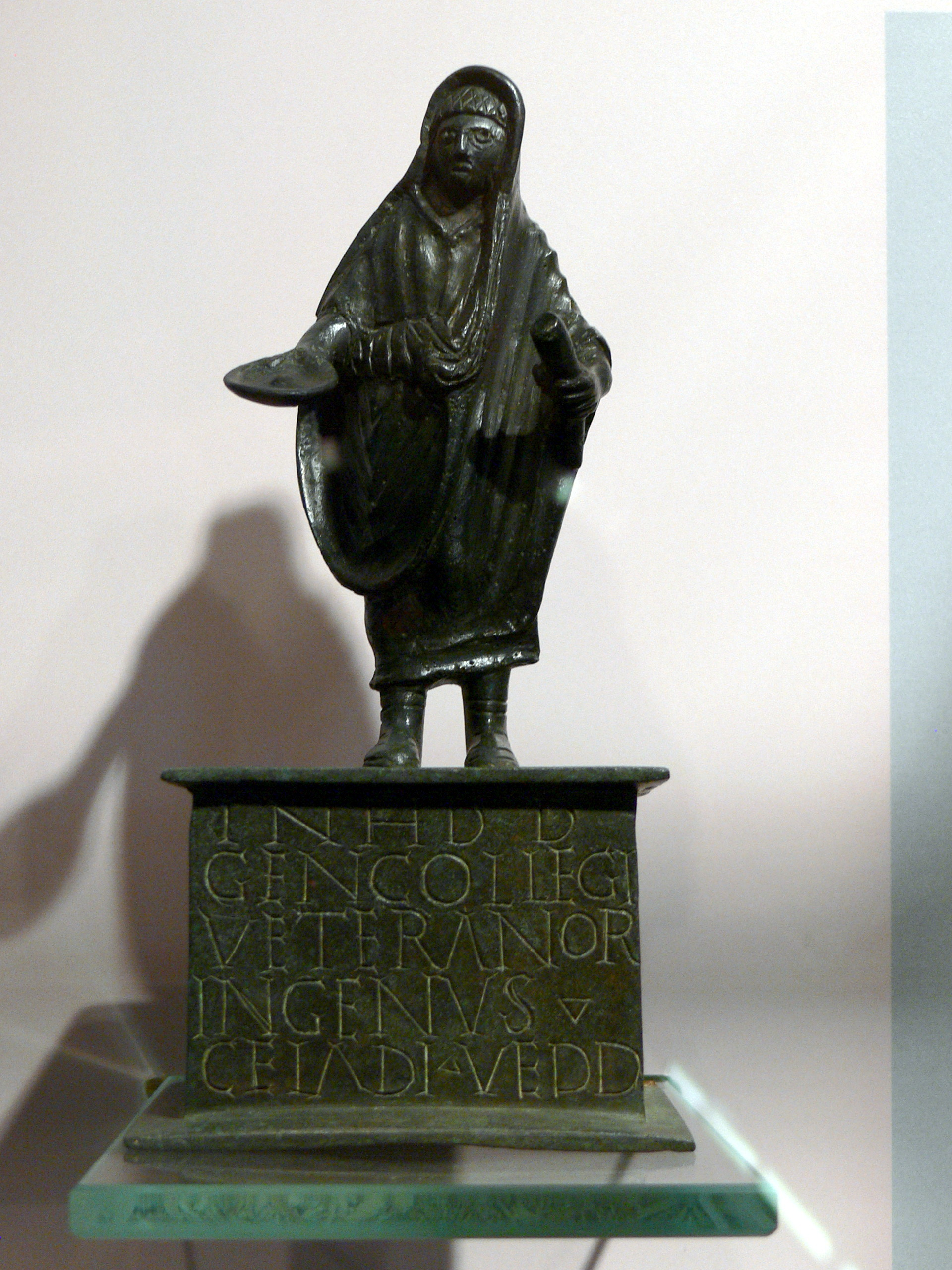
Römische Votivstatuette aus Künzing

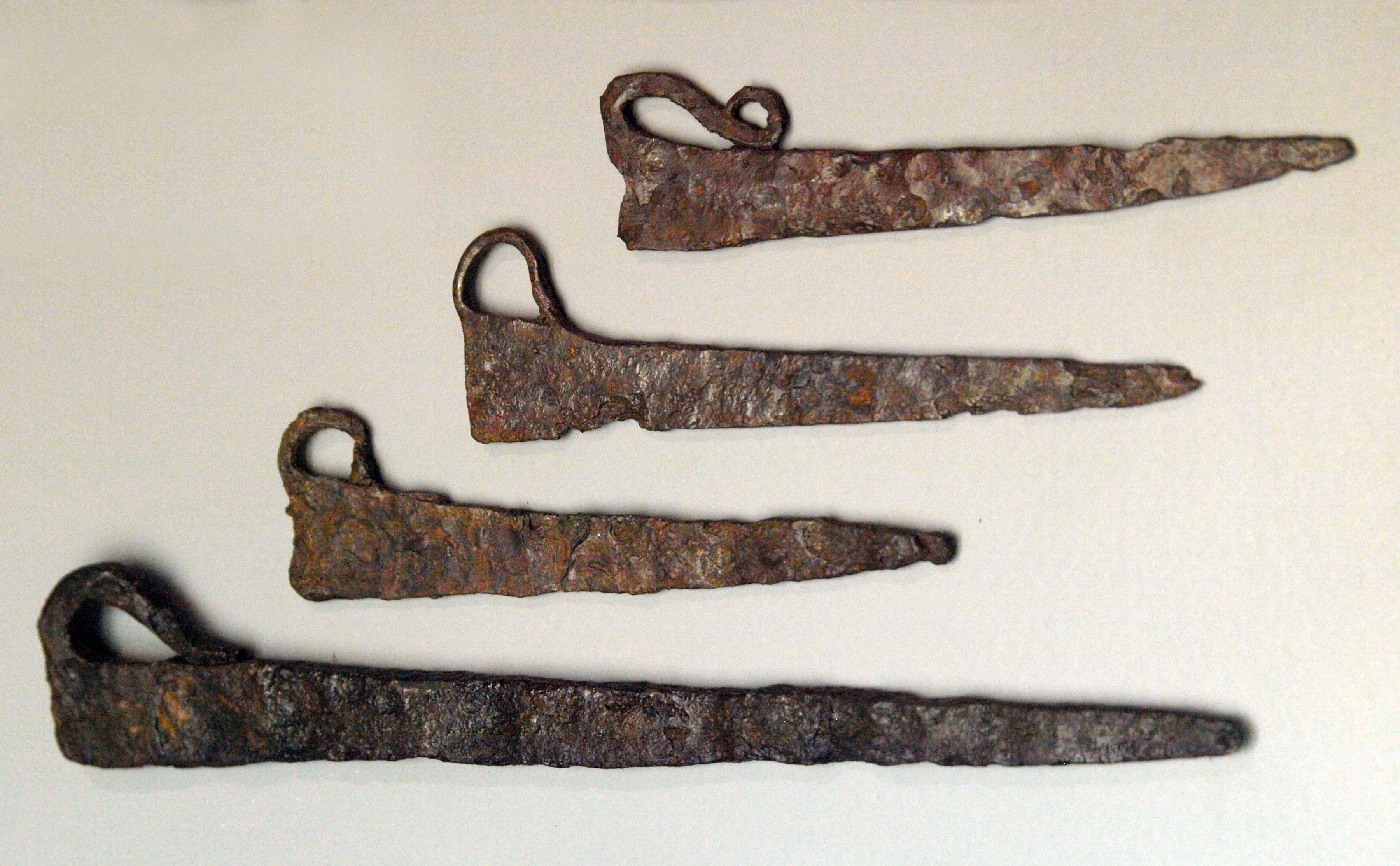
Eiserne Zelthäringe aus Künzing, etwa 2./3. Jahrhundert (Niederbayerisches Archäologiemuseum; heute: Kastenhof Landau – Das Museum für Steinzeit und Gegenwart)

Das Kastell Künzing war Bestandteil der Festungskette des rätischen Limes und liegt im bayerischen Landkreis Deggendorf auf dem Gemeindegebiet von Künzing. Teile des Kastellvicus sowie die Überreste eines dort erbauten hölzernen Amphitheaters sind seit 2021 Bestandteil des in das UNESCO-Weltkulturerbe aufgenommenen westlichen Teils des Donaulimes.
Erbaut im späten 1. Jahrhundert n. Chr., wurde die Anlage vermutlich im 3. Jahrhundert durch Alamannen zerstört und anschließend für längere Zeit verlassen. Während der Spätantike könnte der Garnisonsort durch eine bis heute archäologisch nicht nachgewiesene Befestigung ersetzt worden sein, die vermutlich bis in das 5. Jahrhundert bestand. Bekannt ist der Kastellplatz vor allem durch seine Erwähnung in der Vita des Severin von Noricum und einen großen Metallhortfund, der eine gute Vorstellung zur Bewaffnung und Ausrüstung der mittelkaiserzeitlichen Hilfstruppen (Auxilia) am rätischen Limes vermittelt.

## Name
Der unter anderem im Itinerarium Antonini, einem Reisehandbuch des 2. Jahrhunderts n. Chr., überlieferte Kastellname Quintana leitet sich, nach der heute in der archäologischen Forschung vorherrschenden Meinung, von einer hier im 2. Jahrhundert stationierten lusitanischen Kohorte her (siehe unten). Wahrscheinlich liegt ihm die Wendung „ad quintanos“ – das heißt „beim Lager der Fünften“ – zugrunde. Auch in der Notitia dignitatum wird der Standort Künzing in der Spätantike als Quintanis geführt; diese Namensform geht auf einen Ortsablativ („in Quintana“) zurück. Der römische Ortsname wurde später über die mittelalterliche Form Quinzen über Künzen zum heutigen Künzing, wobei die altertümlich wirkende Endung -ing erst eine Hinzufügung des 19. Jahrhunderts ist.

## Lage
Die mittelkaiserzeitliche Grenzbefestigung wurde in sicherer Entfernung zur damals wesentlich näher gelegenen Donau errichtet. Diese griff vor ihrer Regulierung mit weiten Schleifen und Altarmen in das Umland ein. Quintana lag mit einer Vielzahl von anderen Kastellen an einer wichtigen Heer- und Handelsstraße, die dem Flusslauf bis in den Balkan folgte. Südwestlich und südlich des Kastells erstreckt sich das Molassebecken des durch den eiszeitlichen Gletscherschub gebildeten Alpenvorlands, das durch hügelige Landschaften und teils tief einschneidende Gewässer geprägt wird. Vom Kastell aus konnte die Besatzung am anderen Ufer die Höhenzüge des im Barbaricum liegenden Bayerischen Waldes beobachten. Der sich entlang der Donau erstreckende Dungau, in dem sich das Kastell befand, ist durch seine ertragreichen Lössböden bekannt. Der Geschichtsschreiber Johannes Aventinus (1477–1534) erwähnt bei Künzing auch eine Salzquelle. Noch heute tritt eine entsprechende Quelle östlich des Kastells hervor.

## Forschungsgeschichte

### 16. bis 19. Jahrhundert
Die älteste Nachricht über römische Funde aus Künzing stammt von Philipp Apian (1531–1589): „römische Münzen, goldene, silberne, auch sehr viele eherne Gegenstände bezeugen, dass an dieser Stelle Quintiana, eine Niederlassung der Römer bestanden hat.“ Die Übereinstimmung von Künzing mit dem antiken Quintiana hatte bereits Johannes Aventinus erkannt. Später dokumentierte der Arzt und Philologe Thomas Reinesius (1587–1667) eine – später verloren gegangene – Grabinschrift für den 50-jährigen Caesius Jarsa, die dessen Frau Julia Successa in Auftrag gegeben hatte. 1788 war Lorenz von Westenrieder (1748–1829) vor Ort. Er konnte aus eigener Anschauung jedoch nicht die geringsten Anzeichen einer römischen Anwesenheit in Künzing bestätigen, obwohl ihm der Pfarrer berichtete, dass nach Aussage einiger Bauern unter der Erde „viele Steine von alten Zeiten her“ lägen.
Der letzte Prior der Abtei Niederaltaich vor der Säkularisation, Emmeram Spielhofer (1746–1810), der sich gleichfalls mit römischen Altertümern beschäftigte, erwähnt gegenüber dem geschichtskundigen Juristen Joseph Anton von Mussinan (1766–1837) zwei „kupferne Handhaben“ aus der Gegend von Osterhofen, rund sechs Kilometer nordwestlich von Künzing entfernt. Der Prior berichtete zudem, dass die in der Gegend von Hirten und Bauern gefundenen antiken Münzen und Ringe mit Edelsteinen sogleich in die Hände von Goldschmieden und Gürtlern gelangt waren. Das wertvolle Metall wurde damals in der Regel eingeschmolzen und die Steine neu verarbeitet. Spielhofer berichtete weiter von einem römischen Grabstein aus Künzen, den er selber fand. Er konnte noch die bruchstückhaft erhaltene Inschrift „Miles leg. dec: II.“ notieren: „Gerne hätte ich diesen Stein mit ins Kloster genommen, allein feindselige Hände raubten mir den aufgefundenen Stein.“
Dieser vor allem durch die örtliche Bevölkerung verursachte Fundverlust, mit dem sie sich teilweise zusätzliche Verdienstquellen erschloss, kann vielleicht erklären, warum neben der von Westenrieder auch die Nachforschungen der Professoren Andreas Buchner (1776–1854) und Kaspar Pütter in den Jahren 1819 und 1820 keinerlei Hinweise auf die römische Vergangenheit von Künzing erbrachten. Merkwürdigerweise blieb auch die von den ehemaligen Kastellgräben vor der Ostfront des Lagers gebildete, gut sichtbare Mulde unerkannt. Sie verschwand erst nach dem Kanalbau 1984. Der Generalkreiskommissar und Regierungspräsident Adam Joseph Freiherr von Mulzer, der 1829–1831 hier graben ließ, fand zunächst nur einige Münzen, bevor er 1830 auf eine „mächtige Grundfeste von Gebäuden“ mit hypokaustierten Räumen stieß, die im April 1831 freigelegt wurden. Er vermutete, dass der für die damalige Zeit relativ gut dokumentierte Bau aufgrund seiner vielen Aschespuren gewaltsam zerstört worden war. Wegen des zu hohen Kostendrucks mussten die Untersuchungen jedoch bald wieder eingestellt werden. Der Gebäudefund wird später in den Publikationen mehrfach als „Sage von einem Römerbade“ erwähnt, da unter anderem auch Nachforschungen im Sommer 1883 keine greifbaren Ergebnisse zu diesem Bad mehr brachten. Erst 1976 wurde die Therme erneut angeschnitten und 1978 teilweise ausgegraben.
Es blieb dem Künzinger Kooperator Johann Michael Schmid überlassen, das Kastell selbst am 3. Juli 1874 zu entdecken und Teile der Kastellmauer freizulegen. Ihm folgte 1897 und 1898 mit den ersten umfassenden Ausgrabungen der Gymnasiallehrer Franz Pichlmayr. Damals wurden drei Ecktürme, das rechte Seitentor (Porta principalis dextra) sowie das hufeisenförmige Fahnenheiligtum entdeckt.

### 20. und 21. Jahrhundert
Von 1914 bis 1928 wurden westlich des mittelkaiserzeitlichen Kastells spätantike Gräber beobachtet. Zu diesem Kastell selbst lieferten besonders die umfassenden Untersuchungen der Römisch-Germanischen Kommission wertvolle Hinweise. Im Jahr 1930 gab der Prähistoriker Paul Reinecke (1872–1958) einen viele Jahrzehnte gültigen Plan zum Kastell heraus. Dieser basierte auf den Arbeiten des Bauingenieurs Hanns Neubauer (1901–1986) der jahrzehntelang mit der Bergung römischer Funde in Künzing beschäftigt war. Die von der Deutschen Forschungsgemeinschaft in den Jahren 1958, 1962 und von 1964 bis 1966 finanzierten Ausgrabungen unter der Leitung der Archäologen Hans Schönberger (1916–2005) und Fritz-Rudolf Herrmann erbrachten für das mittelkaiserzeitliche Lager den Nachweis von insgesamt vier Bauperioden. Zwischen 1978 und 1979 wurde erneut am mutmaßlichen spätantiken Standort des Kastells gegraben. In den folgenden Jahrzehnten konzentrierte sich die Forschung in teilweise großflächigen Grabungskampagnen besonders auf den Bereich des Lagerdorfes. 2003 fanden Mitarbeiter der Kreisarchäologie Deggendorf dort die Spuren eines aus Holz erbauten römischen Amphitheaters, das bis 2004 teilweise freigelegt wurde. 2009 konnten im östlichen Sektor weitere Gräber aufgedeckt werden.

## Entwicklung

### 1. bis 3. Jahrhundert
Die Gründung des Kastells erfolgte zusammen mit dem Lagerdorf (Vicus) um 90 n. Chr. Seine erste Besatzungstruppe, eine Thrakerkohorte, wurde 132 bis 136 n. Chr. in den Jüdischen Krieg Kaiser Hadrians im Osten abkommandiert. Nach ihrer Rückkehr war das Kastell Gnotzheim neuer Stationierungsort der Einheit. Das Künzinger Kastell wurde in der Zwischenzeit wohl weiterhin von einer kleineren Vexillation besetzt gehalten, ehe es von der neu in das Kastell einrückenden Lusitaniertruppe vollkommen umgebaut wurde. Die grundlegende Erneuerung des Kastells war auch aufgrund der umfangreichen Grenzsicherungsmaßnahmen unter Kaiser Antoninus Pius (138–161) notwendig geworden. Unter seiner Regierung wurde die Außengrenze des Römischen Reiches in vielen Bereichen zusätzlich verstärkt. Wie Künzing erhielten auch zahlreiche weitere Kastelle damals an Stelle der Holz-Erde-Umwehrungen aus Stein und Ziegeln erbaute Außenmauern, Türme und Torbauten. Nach der Ermordung des Severus Alexander im Jahr 235 und den darauffolgenden Bürgerkriegswirren der Soldatenkaiserzeit brach die rätische Grenzverteidigungsorganisation fast vollkommen zusammen, da es nicht mehr gelang, zerstörte oder unbrauchbare gewordene Befestigungen wieder instand zu setzen.
Während neuer Perserkriege in den Jahren um 242/244 n. Chr. erfolgte – nach 233 – ein zweiter großangelegter Alamanneneinfall gegen den rätischen und obergermanischen Limes, der an vielen Orten des Limes zu seinem Zusammenbruch führte und auch für Künzing verheerende Folgen gehabt haben muss. Der Archäologe und Numismatiker Hans-Jörg Kellner ermittelte diesen Einfall anhand von vielen Münzfunden. So fand sich im Kastell Gunzenhausen als zeitlich jüngste Münze ein Antoninian aus dem Jahr 242, und im Kastell Kösching konnte die Schlussmünze auf den Sommer 241 festgelegt werden. 242/243 wurde auch das Regensburger Kleinkastell Großprüfening sowie die ausgedehnte römische Siedlung bei Pocking, Landkreis Passau, und andere Plätze überrannt. In Pocking barg die abschließende Brandschicht einen nur kurze Zeit im Umlauf gewesenen Antoninian von 241/243 bzw. 240. In Künzing selbst fand sich – ein fast stempelfrisches – As aus den Jahren 243/244 in der Nähe des weiter unten erwähnten Waffen- und Metallhortes. Für die Zeit des Wiederaufbaus nach dem Alamannensturm steht die Bauinschrift aus dem kleinen Bad des Kastells Jagsthausen, die in den Jahren zwischen 244 und 247 entstand.
Die darauffolgenden Alamannenangriffe im Rahmen des Limesfalls um 259/260 hatte auch für das Kastell verheerende Folgen. Doch erst in der Zeit um 270/280 folgte die endgültige Zerstörung und nachfolgende Aufgabe des Garnisonsorts. Aus dem Zerstörungshorizont dieser Zeit konnten neben römischer Militaria auch germanische Streitäxte geborgen werden. Damit geben sich in Künzing auch die Angreifer durch einzelne Fundstücke zu erkennen.

### 4. bis 7. Jahrhundert
Für die spätrömische Zeit in der Raetia II und Noricum ripense ist vor allem die Erwähnung des Kastells in der Lebensbeschreibung des Severin von Noricum von Bedeutung. Für das westlichste in der Severinsvita erwähnte Oppidum waren die Voraussetzungen für sein Weiterbestehen wesentlich ungünstiger als beispielsweise in Passau. Seine Lage auf der großen Donauebene machte es im 5. Jahrhundert zu einem Vorposten des ständig schwindenden römischen Einflussgebietes, um dessen Bevölkerung sich Severin im Speziellen bemühte.
Severin hielt sich zwischen 455 und seinem Tod 482 vorzugsweise im Gebiet zwischen Quintanis, Iuvavum und Asturis auf. Diese Passage der Vita Sancti Severini gewährt einen Einblick in die Lebensumstände der Spätzeit des römischen Donaulimes und den schwierigen Überlebenskampf einiger Christengemeinden in den Wirren der Völkerwanderungen des 5. Jahrhunderts. Als Severin um 455 bei einer seiner Wanderungen auch in Batavis/Boiotro (in loco nomine Boiotro) eintraf, luden ihn die Bewohner des Oppidums Quintanis ein, sie ebenfalls zu besuchen. Die Vita berichtet weiters von einem Presbyter namens Sylvanus, der der dortigen Gemeinde als geistliches Oberhaupt vorstand. Erwähnt wird auch sein Diakon mit Namen Maternus und eine kleine Holzkirche die, etwas abseits des Kastells, nahe an einem Bach lag und deswegen oft überflutet wurde. Durch die ständige Bedrohung der Alamannen war Severin gezwungen, 476 die romanische Bevölkerung von Quintanis, Batavis (Passau-Niedernburg), Batavis (Passau-Innstadt) und Ioviaco (Schlögen) zunächst nach Lauriacum in Sicherheit zu bringen. Später brachte man sie von dort nach Favianis, das unter dem Schutz der Rugier stand. 488 n. Chr. siedelte man schließlich den Großteil der norischen Romanen auf Befehl Odoakers in Italien an.
Zweifel an dem durch Severin angekündigten vollständigen Untergang der Romanengemeinde in Künzing dürften hier dennoch angebracht sein. Das spätmittelalterliche Quinzina spielte damals immer noch eine bedeutende Rolle als Verwaltungsmittelpunkt und war Namensgeber für den Künzinggau. Seine Bedeutung wird auch durch die Aufwertung der romanischen Pfarrkirche St. Laurentius zur Basilika noch zusätzlich unterstrichen. Im Zuge der Renovierung der Kirche in den 1970er Jahren konnte W. Haas Keramikscherben einer einglättverzierten Schale bergen, die aus dem Carnuntum des späten 5. Jahrhunderts stammte. Die Handelsverbindungen Künzings zu den anderen, weiterhin bestehenden romanischen Siedlungszentren im Osten dürften also nicht vollkommen abgerissen sein, ebenso wenig wie auch das romanische Volkstum an der oberen Donau nicht plötzlich und spurlos verschwand. Dennoch ist aus den Befunden abzulesen, dass die damaligen Bewohner von Quintanis nur mehr einen sehr eingeschränkten Wirtschaftsraum zur Verfügung hatten. Die Bürger dieser epi-urbanen Siedlung müssen sich auch noch auf andere Nahrungs- und Erwerbsquellen als nur die Landwirtschaft gestützt haben. Die ertragreichen Lößböden rund um Quintanis waren für landsuchende Stämme eine große Verlockung, hier sesshaft zu werden. Das Übergewicht der germanischen Neueinwanderer lässt sich auch besonders gut anhand der Ausbreitung ihrer Reihengräberfelder ablesen. Wann die germanische Landnahme einsetzte, war lange umstritten, bis man 1980 das Reihengräberfeld von Straubing-Alburg entdeckte, das ab dem späten 5. Jahrhundert belegt wurde und jenen von Eugippius erwähnten Alamannen unter ihrem König Gibauld zugewiesen werden konnte, die vermutlich die Quintanier so hart unter Druck gesetzt hatten.
Die Besiedlungsfunde aus dem 6. und 7. Jahrhundert sind als solche zwar nicht mehr als „rein romanisch“ erkennbar (Ausgrabungen südlich des Kastells am Ohebach), die Bestattungen dieser Zeit tragen jedoch eindeutig noch romanischen Charakter.

## Kastell
Beim Künzinger Kastell handelte es sich um eine klassische rechteckige Anlage mit abgerundeten Ecken (Spielkartenform), wie sie für die früh- und mittelkaiserliche Zeitperiode typisch war. Seine Überreste befinden sich im Süden des heutigen Ortskerns. Das Kastellareal erstreckte sich an beiden Seiten der Bundesstraße in einem gleichmäßigen Rechteck von 132,5 × 165,5 m und grenzt im Norden an die Pfarrkirche Sankt Laurentius und im Südosten an das Schulgebäude. Es bot mit einer Fläche von knapp 2,25 ha Platz für eine Besatzung von ca. 500 Mann. Das Innere des Kastells wurde standardmäßig durch ein rechtwinkliges, auf die vier Tore ausgerichtetes Kreuz der beiden Lagerhauptstraßen aufgeteilt. Das Haupttor war feindwärts angelegt, von ihm aus führte die Via principalis zu dem in der Lagermitte gelegenen Stabsgebäude (Principia), um das sich die übrigen Gebäude gruppierten.

### Holz-Erde-Periode
War das Kastell in seiner ersten Bauperiode von etwa 90–120 n. Chr. nur durch einen innen an eine einfache Palisadenwand angeschütteten Erdwall mit vorgelagertem Spitzgraben geschützt, so erfolgte in der darauf folgenden Bauphase eine umfangreiche Verstärkung und Veränderung der Umwehrung.
Die in etwa von 120 bis 135 n. Chr. anzusetzende zweite Bauphase wies eine Holz-Erde-Mauer mit senkrechter Vorder- und Rückfront (Kastenbauweise) von 4,80 m Breite auf, vor der zwei Wehrgräben ausgehoben wurden. Für diese beiden Bauperioden konnten auch die Innenbauten mit einiger Sicherheit ihrer Funktion zugewiesen werden. Im nördlichen Abschnitt des Lagerareals (Praetentura) befanden sich lang gestreckte Gebäude die als Kasernen mit jeweils zehn Wohneinheiten (Contuberniae) für sechs bis acht Mann identifiziert wurden. Im rückwärtigen, südlichen Kastellbereich (Retentura) lag am Schnittpunkt der mit nur geringer Abweichung Nord-Süd und West-Ost orientierten beiden Hauptstraßenachsen das Stabs- und Verwaltungsgebäude (Principia) des Kastells, westlich daneben das Wohnhaus des Kommandanten (Praetorium). Östlich der Principia wurden ein Speichergebäude (Horreum) und das Lagerlazarett (Valetudinarium) aufgedeckt. Letzteres hatte einem rechteckigen Grundriss. Beiderseits lagen die Krankenstuben. Am Ende befand sich eine Latrine und im Eingangsbereich ein separater Raum, der als Behandlungsraum interpretiert wurde. Diese Gebäude grenzten im Süden an zwei größere Doppelbaracken an, die als Pferdeställe (Stabulum) und Mannschaftsunterkünfte gedeutet werden.
In Künzing konnte auch eine Gemeinschaftslatrine nachgewiesen werden. Sie bestand aus einer länglichen Grube, einem einfachen Holzbau mit Sitzgelegenheiten und Überdachung (Pfostenlöcher). Nachdem die Grube verfüllt worden war, musste eine neue ausgehoben und die alte zugeschüttet werden. Diese Art von Latrinen standen vorzugsweise dicht hinter den Umwehrungen an der Wallstraße (Via sagularis). Ihr Nachweis gelang beispielsweise auch anhand der vertorften Grubenfüllung. Der Abtritt in Künzing war 1,4 Meter tief, 14 Meter lang und zwei Meter breit. Das Ausmaß des Grubeninhaltes zeigt, dass er viele Jahre lang in Betrieb gewesen sein musste.

### Steinperiode
In der dritten Bauphase, etwa um 150/160 n. Chr., wurde das Kastell vermutlich durch die 5. Kohorte aus Bracara Augusta vollkommenen neu in Stein erbaut, während die Innenbauten wiederum nur in Holz ausgeführt wurden. Eine steinerne Umfassungsmauer ersetzte den bisherigen Holz-Erde-Wall, bis zu fünf Gräben bildeten die Annäherungshindernisse, deren äußerster rund 42 m vor der Mauer lag. Von der einstigen Steinmauer hatten sich nur Bruchsteine und die Kiesschüttungen der Fundamente erhalten, nur an einer einzigen Stelle konnte noch eine Steinlage des aufgehenden Mauerwerks aus Bruchsteinmauerwerk dokumentiert werden. Die anderen Steine der Kastellmauer dürften nach der endgültigen Aufgabe der Festung als wertvolles Baumaterial für andere Gebäude wiederverwendet worden sein. In den Jahren um 200 n. Chr. scheint das Kastell erstmals gewaltsam zerstört worden zu sein.
Beim nachfolgenden Wiederaufbau, der vierten Bauperiode des Künzinger Kastells, wurde es nur noch mit einem Graben umgeben. Wie auch bei seinem Vorgänger ist von der Innenbebauung der letzten Bauphase des Kastells wenig bekannt. Nachweislich der rückwärtige Teil der Principia wurde teilweise in Stein neu errichtet. Dieser Ausbau betraf sowohl das unterkellerte Fahnenheiligtum mit seiner halbrunden Apsis, als auch zwei Räume an den beiden Außenflanken, die ein Hypokaustum bzw. eine Kanalheizung erhielten. Die gleichfalls neu errichtete Vorhalle bestand weiterhin in Holzbauweise und stand mit ihren Schmalseiten offenbar genau in einer Flucht mit den dahinterliegenden Dienst- und Verwaltungsräumen. Auch dieses Kastell fiel einem Angriff zum Opfer. Es wurde spätestens 259/260 n. Chr. zerstört, als Ursache wird ein Einfall der Alamannen vermutet. Anschließend wurde der bisherige Standort endgültig aufgegeben.
Aus einer Grube neben den Principia stammt ein bedeutender Waffenhort, insbesondere Dolche (Pugiones), Bruchstücke von Bronzestatuen und Pferdegeschirr, die zu den bedeutendsten Funden dieser Art am rätischen Limes zählen (siehe unten).

### Spätantike
Das durch die Notitia dignitatum und die Vita Severini bezeugte spätrömische Kastell war Teil des Donau-Iller-Rhein-Limes in der Provinz Raetia II und wurde, so hat es den Anschein, nordwestlich seiner Vorgängeranlage und damit wesentlich näher am Donauufer errichtet, gleichzeitig entstand dort auch ein neues Gräberfeld für dessen Bewohner. Diese Standortbestimmung wurde seit 1976 ermittelt, als sich feststellen ließ, dass sich das spätantike und frühmittelalterliche Fundgut im Bereich der Niederung zur Donau, in einer Zone rund 200 Meter nordwestlich vom Nordtor des Steinkastell I entfernt, zunehmend häufte. Auch die archäologischen Ausgrabungen in den Jahren 1978 und 1979 unterstützen diese Theorie. Damals kam eine Vielzahl an Kleinfunden des 4. bis 5. Jahrhunderts zu Tage. Die im Umfeld der spätantiken Garnison lebende Bevölkerung verließ zu einem unbekannten Zeitpunkt wohl ihre durch marodierende Germanenstämme ständig bedrohten Siedlungsstellen und flüchtete sich hinter deren Mauern. So wandelte sich das Kastell wahrscheinlich in eine befestigte Siedlung und verlor damit auch weitgehend seine einstige, rein militärische Funktion. Dieses für zahlreiche Orte entlang des Donaulimes nachgewiesene Szenario dürfte auch für Künzing gelten.
Auch die aus der Porta praetoria führende Straße des mittelkaiserzeitlichen Kastells bog nach Verlassen des Tores südwestlich ab und führte offenbar zu einem Hafen, der wohl in unmittelbarer Nähe des spätrömischen Kastells lag. Im 6. oder 7. Jahrhundert entstand nordwestlich von Künzing das Dorf Arbing, es war durch eine geradlinige Verbindung über Langburg direkt mit Künzing verbunden. Dieser Weg wurde nach dem Frühmittelalter plötzlich durch die oben angeführte Donauschlinge unterbrochen. Verlängert man die Linie bis nach Künzing, endet sie genau am mutmaßlichen Standort des spätantiken Kastells.
Westlich der in Frage kommenden Zone mündete der Ohe- oder Angerbach in einen damaligen Altarm des Stromes, auch die spätantiken Kleinfunde endeten abrupt an seinem einstigen Ufersaum. Durch diesen Befund werden auch die Angaben des Eugippius in der Vita bestätigt; Quintanis wird hier als auf einer Ebene, direkt am Donauufer liegend beschrieben. Es wurde dadurch häufig von Überschwemmungen heimgesucht da sich der Fluss Buscina bei Donauhochwasser weit zurückstaute. Damit kann nur der heutige Ohebach gemeint sein, da er das einzige Gewässer in der Nähe ist und hier in das damalige Donaubett mündete. Diese häufigen Flutkatastrophen bargen schon den Keim für den Untergang des spätrömischen Kastells in sich, wahrscheinlich wurde es vom Altarm oder einer südlich ausgreifenden Donauschlinge bis zum Mittelalter durch Unterspülung vollständig abgetragen.

## Garnison
Hinweise darauf, welche Abteilungen des in Rätien stehenden römischen Heeres im Künzinger Kastell stationiert waren, liefern vor allem die hier gefundenen Fragmente von Militärdiplomen und Ziegelstempeln. 1983 wurde im östlichen Vicus-Bereich das Fragment eines Militärdiploms entdeckt, das wie das unten genannte, 1996 entdeckte, aus der Regierungszeit des Kaisers Antoninus Pius stammte und am 7. September 144 ausgestellt worden war. Wie in dem wesentlich besser erhaltenen Diplom von 160 erhielt dort eine nicht mehr identifizierbare Person vom Volk der keltischen Runicaten, das im rätisch-vindelikischen Raum lebte, am Ende der 25-jährigen Dienstzeit das römische Bürgerrecht. Auch Ziegelstempel mit dem Kürzel der Legio III Italica wurden in Künzing gefunden, sie war allerdings nicht hier, sondern im Legionslager von Regensburg stationiert. Die Stempel belegen jedoch nur, dass Künzing sein Baumaterial, wie die anderen osträtischen Kastelle auch, aus den großen Legionsziegeleien in Bad Abbach bei Regensburg bezog.
| Abbildung | Zeitstellung                  | Truppenname | Bemerkung |
| --------- | ----------------------------- | --- | --- |
|           | 1. bis 2. Jahrhundert n. Chr. | Cohors III Thracum civium Romanorum equitata bis torquata („die dritte teilberittene Thraker-Kohorte römischer Bürger“) | Diese Einheit ist als erste in Künzing stationierte Truppe fassbar. Ihre Soldaten stammten ursprünglich aus dem Gebiet des heutigen Bulgarien. Deren Kürzel COH III THR CR ist auf mehreren Ziegelstempeln erhalten geblieben. Eine derartige Truppe (cohors quingenaria equitata) bestand in ihrer Sollstärke für gewöhnlich aus rund 360 Fußsoldaten (sechs Zenturien – centuriae – zu je 60 Mann) und 120 Reitern (vier Turmen – turmae – zu je 30 Mann). Wie Funde von Pfeilspitzen sowie Knochenverstärkungen für die Bogenenden zeigen, waren einige Soldaten der Künzinger Truppe – zumindest zeitweise – offenbar auch mit Pfeil und Bogen bewaffnet. Um 135 oder etwas später wurden die Thraker in das Kastell Gnotzheim abkommandiert. |
|           | 2. Jahrhundert n. Chr.        | Cohors V Bracaraugustanorum („die 5. Kohorte aus Bracara Augusta“)                                                      | Diese Besatzungstruppe war ab der Mitte des 2. Jahrhunderts n. Chr. in Künzing stationiert. Vermutlich lag sie vor ihrem Einsatz in Künzing im Kastell Gnotzheim. Die Einheit wird auf einem – 1996 in Künzing entdeckten – Militärdiplomfragment vom 18. Dezember 160 erwähnt. Victor, Sohn des Sendusis vom Volk der Runicaten, ehemaliger Soldat der Cohors V Bracaraugustanorum, die damals unter dem Kommando des Iulius Celerinus stand, erhielt darin nach 25-jähriger Dienstzeit das römische Bürgerrecht und das Recht zu einer vollgültigen Ehe mit seiner bisherigen Lebensgefährtin Prima, Tochter des Masus. Die 5. Kohorte, die nach ihrer Kasernierung in Künzing möglicherweise zwischen 140 und 150 n. Chr. das Steinkastell der dritten Periode errichtete, gab Quintana offensichtlich auch seinen Namen: Castra quintana = Kastell der „Fünften“. |
|           | Spätantike                    | Alae primae Flaviae Raetorum („die erste flavische Kavallerieschwadron der Räter“)                                      | Laut der Notitia dignitatum war in der Spätantike ein Praefectus als Befehlshaber einer Reitertruppe in Quintanis stationiert. Diese wohl noch in der mittleren Kaiserzeit aufgestellte Reitertruppe zählte ab dem 4. Jahrhundert n. Chr. zu den Limitanei und unterstand dem Oberbefehl des Dux Raetiae primae et secundae. |

## Vicus

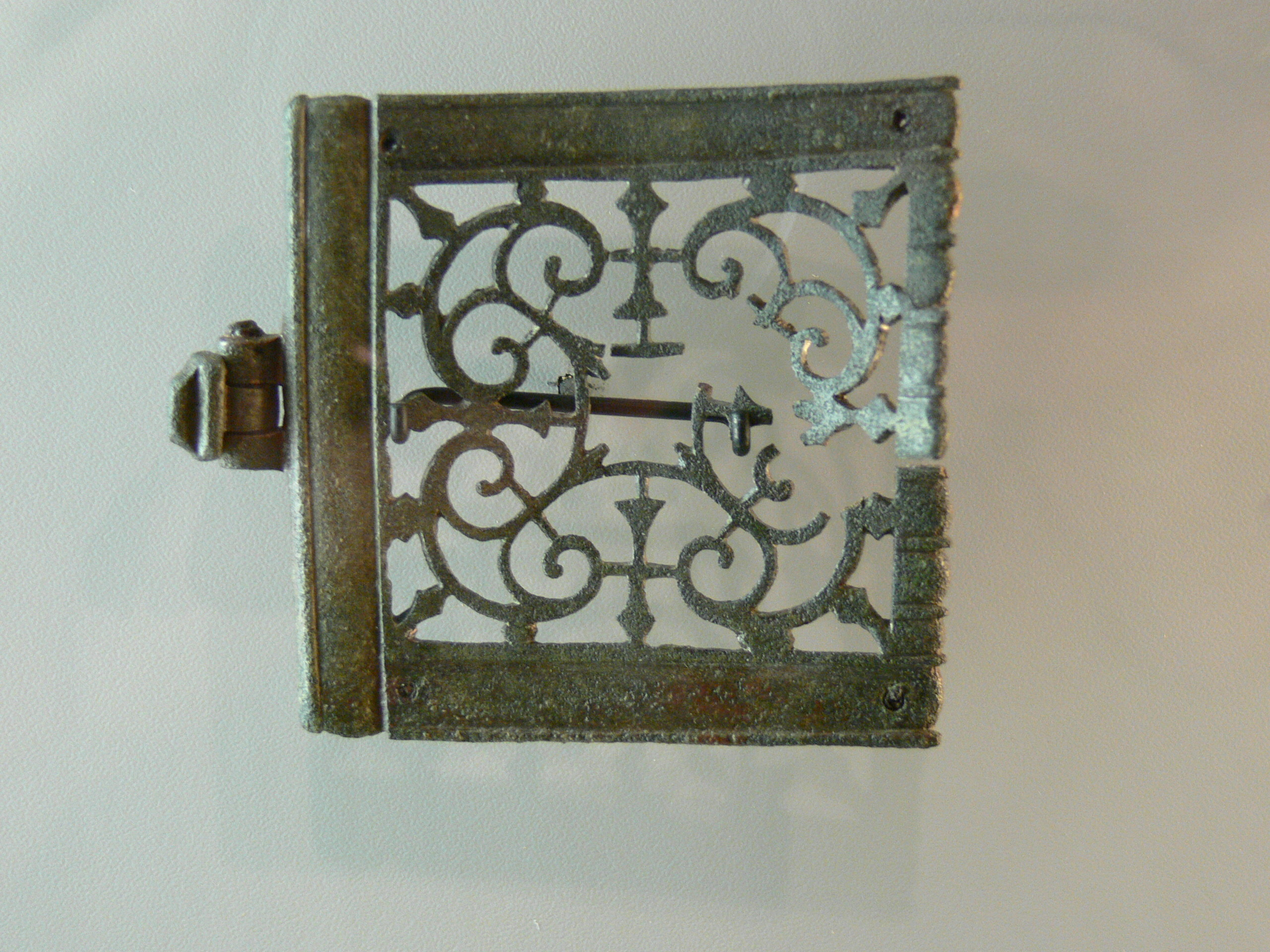
Ein in der Zivilsiedlung entdeckter militärischer Schwertgurtbeschlag

Die Gebäude (Streifenhäuser) des umfangreichen zivilen Vicus umgaben das Lager in einem Halbkreis von Nordwest nach Ost. Als bedeutender lokaler Wirtschaftsfaktor zog auch das Künzinger Kastell Händler, Schankwirte und Handwerker zur Versorgung der hier stationierten Soldaten an. Im Laufe der Zeit entwickelte sich um das Kastell eine Zivilsiedlung, in der sich die oben Genannten und vor allem die Familien der Soldaten niederließen. Zahlreiche Kleinfunde an Werkzeugen zeugten vom Aufenthalt verschiedenster Berufsgruppen wie Maurer, Zimmerleute, Schmiede und Gerber im Künzinger Lagerdorf. Vom Mobiliar der Wohnhäuser kamen, da das verwendete Holz im Boden längst vergangen ist, nur metallische Kleinteile wie zum Beispiel Ziergriffe, Kästchenbeschläge und -griffe sowie Möbelfüßchen aus Bronze zum Vorschein. Auch eine große Anzahl an Schlüsseln aus Bronze, Bein und Eisen, Schlossbolzen und Schlossbeschläge gehören zu diesem Fundrepertoire. An Essbesteck haben sich vor allem eiserne Messer – teilweise mit verzierten Griffen aus Bein – und kleine Bronze- oder Silberlöffel erhalten.

### Therme
1830 und 1978 wurde in Künzing bei Ausgrabungen westlich des Kastellareals die Überreste einer Therme teilweise aufgedeckt. Es handelte sich hier um einen aus Ziegelsteinen und in Fachwerktechnik aufgemauerten Bau des am nördlichen Limes häufig vorkommenden „Reihentyp“ mit einem wahrscheinlich aus Tuffsteinen errichteten tonnenförmigen Dach. Das rund 50 Meter lange und 13 Meter breite Gebäude erstreckte sich von der heutigen Bundesstraße in nördlicher Richtung bis zur ehemaligen Römerstraße. Reihentypus bedeutet, dass seine Räume sich entsprechend dem Badeablauf aneinanderreihten. Aus einem Umkleideraum gelangte der Besucher zunächst ins Kaltbad (Frigidarium); danach schlossen sich einzelne Becken mit unterschiedlich temperiertem Wasser an, auch ein Schwitzbad (Tepidarium) war hier vorhanden. Das Wasser wurde durch eine Heizanlage (Praefurnium) im Südteil des Gebäudes durch unterhalb der Böden liegende Heizkanäle (Hypokaustum) erwärmt. Die Funde lassen auch weiters annehmen, dass die Künzinger Therme für das Bad eines Kohortenkastells wohl ungewöhnlich gut ausgestattet war, unter anderem anscheinend mit Glasfenstern und bemalten Wänden. Ein Ziegelstempel deutet an, dass das Bad von einer Vexillation der 3. Legion erbaut worden sein könnte. Seine Ziegel wurden allerdings nicht importiert, sondern scheinen vor Ort selbst gebrannt worden zu sein.

### Amphitheater
Im Jahr 2003 fanden Mitarbeiter der Kreisarchäologie Deggendorf östlich des Kastells Pfostengruben, die in gerundeter Form angeordnet waren. Bei den anschließenden Ausgrabungen im Herbst desselben Jahres wurde ein schwarz-humoses Bodensegment freigelegt, das sich innerhalb des durch die Gruben gebildeten Ovals befand. Dies ließ die Schlussfolgerung zu, dass zum Kastell und Vicus von Künzing auch ein aus Holz erbautes Amphitheater gehört haben musste. Der Befund der archäologischen Ausgrabungen des Amphitheaters bis 2004 ergab, dass die Arena ein Ausmaß von 35 × 30 Metern, insgesamt 46 × 40 Metern hatte. Für die außerstädtischen Amphitheater nördlich der Alpen wurde in der Regel zuerst eine Mulde ausgehoben und der Abraum anschließend als Untergrund für die Zuschauertribüne aufgeschüttet. Von den darauf aus Holz errichteten Tribünen fanden die Archäologen Spuren von drei im Oval um die Arena angelegten Kreisen mit jeweils 30 Pfostenlöchern der Stützkonstruktion.
Die Zuschauertribünen besaßen einen Neigungswinkel von geschätzten 30 bis 35 Grad, eine durchschnittliche Sitzhöhe von knapp 50 Zentimetern und eine Tiefe von mindestens 75 Zentimetern. Als Mindesthöhe der Sitzplätze, ausgehend vom Niveau des Arenabodens, wurden in etwa drei Meter angenommen. Die Haupteingänge befanden sich wahrscheinlich in der Mitte der Schmalseiten. Die Rekonstruktion des Modells für das Museum orientiert sich an den erhaltenen steinernen Vorbildern, in denen die Eingänge ein Joch zwischen den sie umgebenden Pfostenreihen einnehmen. Die Arena von Quintanis bot Platz für etwa 800 Zuschauer, es war daher vermutlich auch für die im Umkreis des Lagers lebenden Zivilisten zugänglich. Als die Ausgrabungen 2004 eingestellt wurden, war rund ein Viertel seiner Gesamtfläche freigelegt worden.

### Mithräum
1998 entdeckte man nur wenige Meter von der östlichen Bebauungsgrenze der Zivilsiedlung einen aus Holz erbauten zweiphasigen Mithrastempel. In der ersten Bauphase gelangte man von einem kleinen Vorraum in den Kultraum, der für ca. 17 Personen Platz bot. Er war mit dem für Mithrasheiligtümer üblichen breiten Mittelgang und seitlichen Liegebänken ausgestattet. Eine rechteckige Nische an der Stirnwand des Mittelgangs nahm ursprünglich wohl ein Kultbild oder einen Altar der Gottheit auf. Nach einer Zerstörung des Mithräums durch eine Brandkatastrophe wurde das Heiligtum an derselben Stelle wieder neu aufgebaut. Es war nun etwas größer als der Vorgängerbau und bot bis zu 23 Personen Platz. An seiner Stirnseite wurden zwei Weihealtäre gefunden, die wohl während der zweiten Bauperiode hier aufgestellt wurden. Einer von ihnen trug noch eine vollständig erhaltene Weihinschrift. Die Kleinfunde (zum Beispiel Öllämpchen, ein Kurzschwert und ein Messer) stammen aus dem Inventar für die Kultzeremonien. Trinkbecher und Kultgefäße mit Schlangenornamenten wurden wahrscheinlich bei den gemeinsamen Kultmahlen verwendet.

## Hortfunde

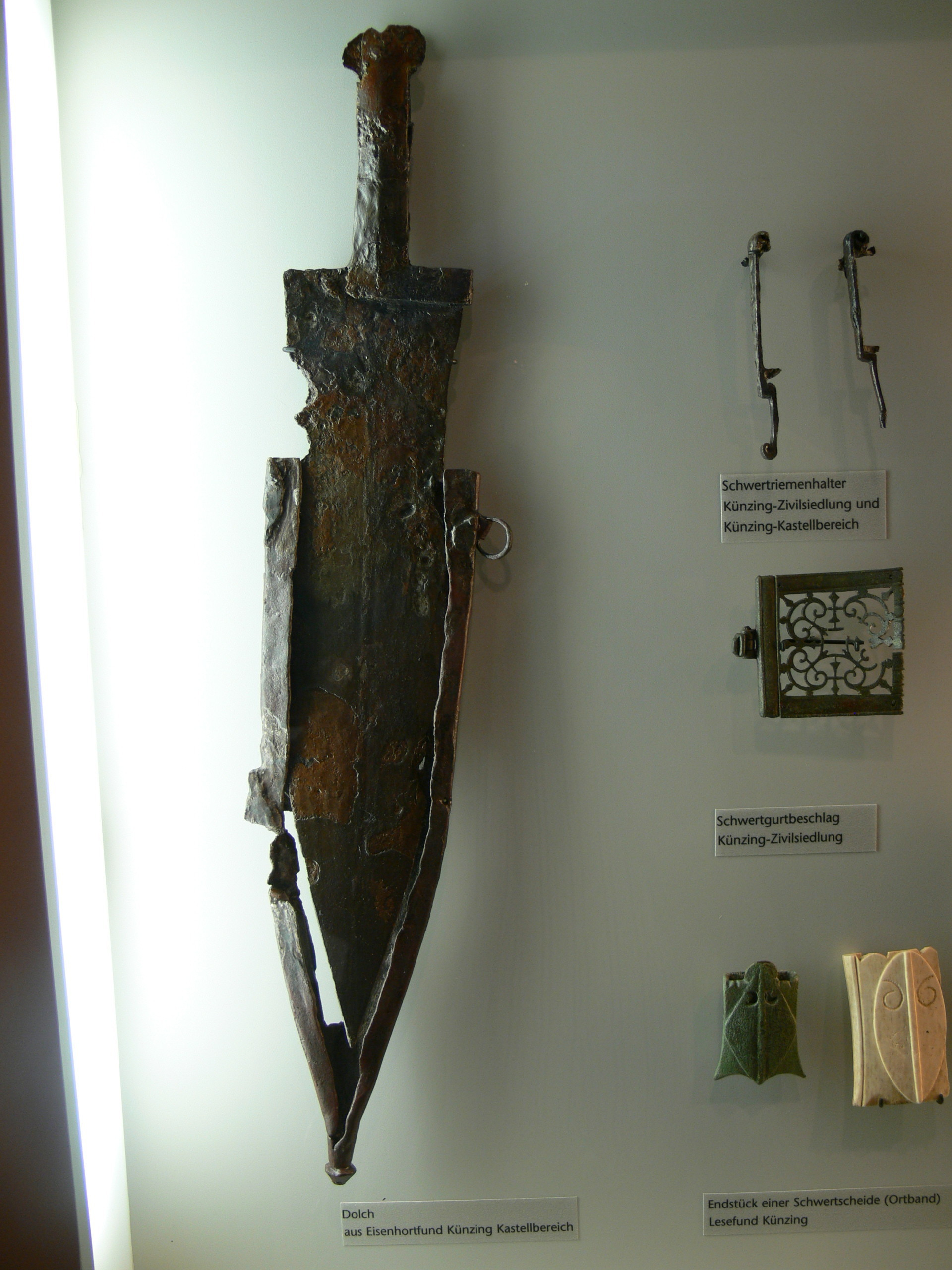
Militärdolch aus dem Künzinger Hortfund

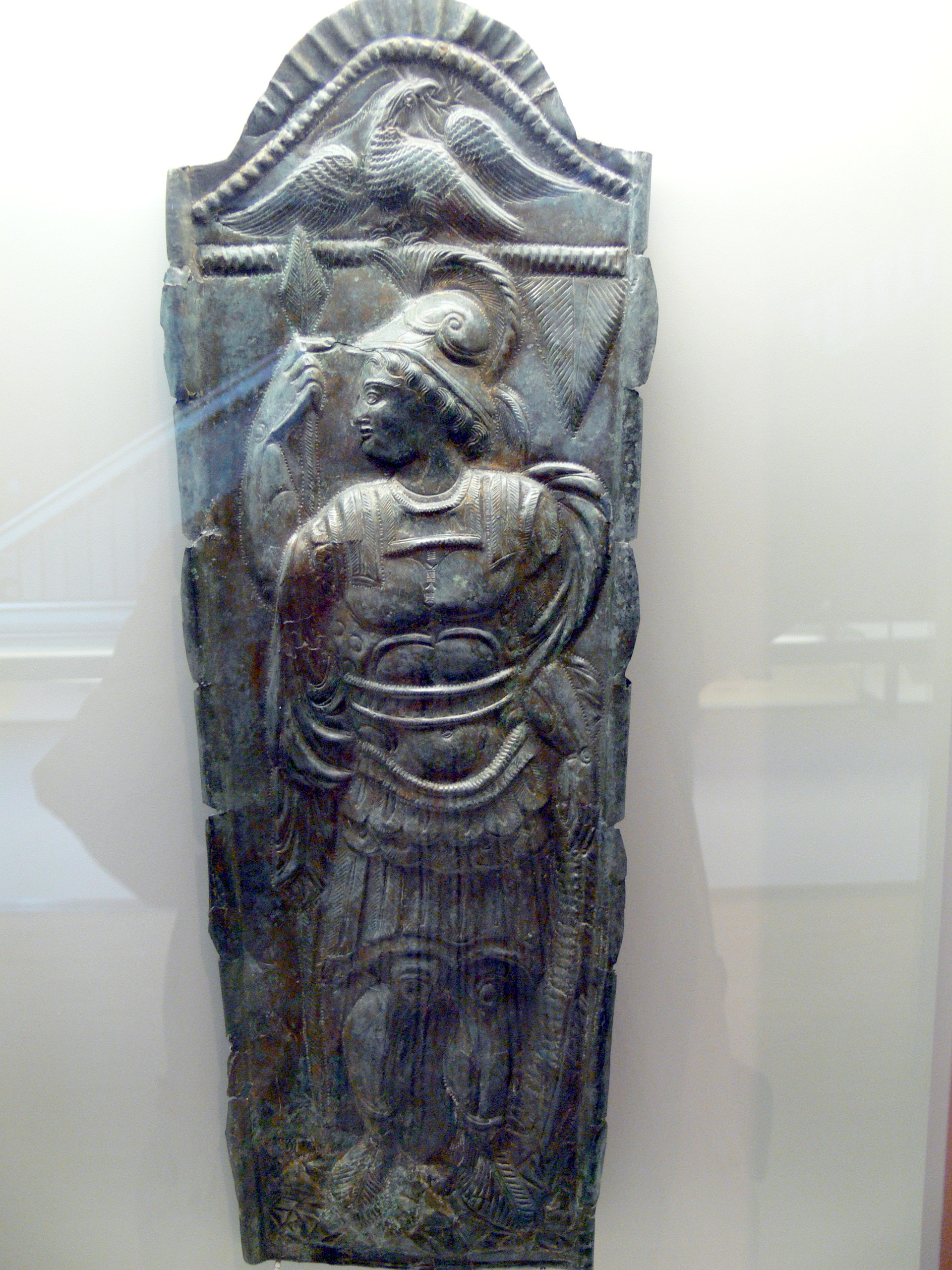
Kopfpanzer (Rossstirn) eines Pferdes, der als Teil eines Hortes 1990 im Ostvicus zu Tage kam (Hort II, 2./3. Jahrhundert)

Der Eisenhort von Künzing wurde 1962 bei den Grabungen Hans Schönbergers östlich der Principia, dicht zusammengepackt in einer flachen Grube entdeckt. Er ist der bisher größte nördlich der Alpen entdeckte römische Eisenhortfund und hat ein Gesamtgewicht von 82 Kilogramm. Die obersten Stücke lagen nur 20 Zentimeter unter dem Erdreich. Metallgegenstände des römischen Heeres wurden bis dahin noch nie in einer solchen Menge und Vielfalt geborgen. Das Fundmaterial ermöglichte einen umfassenden Überblick über das Ausrüstungsinventar der Künzinger Besatzung. Er beinhaltete neben zahlreichen Metallgegenständen vor allem ein breites Sammelsurium an Waffen. Die Fundstücke wiesen bei ihrer Auffindung deutliche Brandspuren auf. Man nimmt an, dass das wertvolle Metall nach der Zerstörung des Kastells von Plünderern hier verborgen wurde. Dies geschah wohl im Zusammenhang mit dem großen Alamanneneinfall nach der Mitte des 3. Jahrhunderts. Der Beifund einer Münze Gordians III. ist gleichzeitig die späteste Münze aus dem Kastellbereich.
Aus Künzing sind noch weitere Hortfunde bekannt, darunter zwei Bronzehorte, die ebenfalls teilweise geschmolzene Gegenstände enthielten. Diese Funde aus Kastell und Zivilsiedlung lassen sich wohl ebenfalls mit dem Untergang des Kastells im 3. Jahrhundert n. Chr. in Verbindung bringen. Die Fundkomplexe ermöglichen teilweise einen Einblick in das Leben der Bewohner des Lagervicus. So wurde etwa 100 Jahre vor der endgültigen Zerstörung des mittelkaiserzeitlichen Kastells ein mit Münzen gefüllter Lederbeutel vergraben, dessen Inhalt – 42 Silberdenare – 1991 auf einem Feld aufgelesen werden konnte. Die jüngsten Münzprägungen stammen aus der Zeit Kaiser Hadrians, wodurch er etwa auf die Mitte des 2. Jahrhunderts datiert werden kann. Seine Verbergung muss aber nicht unbedingt auf kriegerische Auseinandersetzungen zurückzuführen sein; es war damals gängige Praxis seine Ersparnisse vorsorglich zu vergraben. Ebenso verhält es sich wohl mit einem zweiten, in der Zivilsiedlung gemachten Fund. Es handelte sich in diesem Fall um ein zu einem Klumpen zusammengerostetes Kettenhemd sowie um Eck- und Schlossbeschläge einer Holzkiste, in der es sorgfältig zur Aufbewahrung deponiert worden war, ein Pferdestriegel und runde, gewölbte Bronzescheiben, die vielleicht zum Zaumzeug eines Pferdes gehört haben könnten, rundeten den Fundkomplex weiter ab. Die Geschlossenheit des Fundmateriales deutet nicht auf ein eilig und wahllos zusammengetragenes Ensemble. Vermutlich liegt uns in diesem Fall die Ausstattung eines Soldaten oder Veteranen der Reiterei vor.

## Weitere Militaria
Bei den diversen Ausgrabungen kam auch eine große Anzahl von Kleinteilen der Ausrüstung der Soldaten zu Tage. Einige dienten als individuelle Schmuckelemente für Waffengurte (cingulum) und waren in manchen Fällen auch mit den Namensinschriften ihrer früheren Besitzer versehen. Andere Exemplare dieser Verzierungen waren Bestandteile von Pferdezaumzeug der Künzinger Reiterabteilung.

## Keramikspektrum

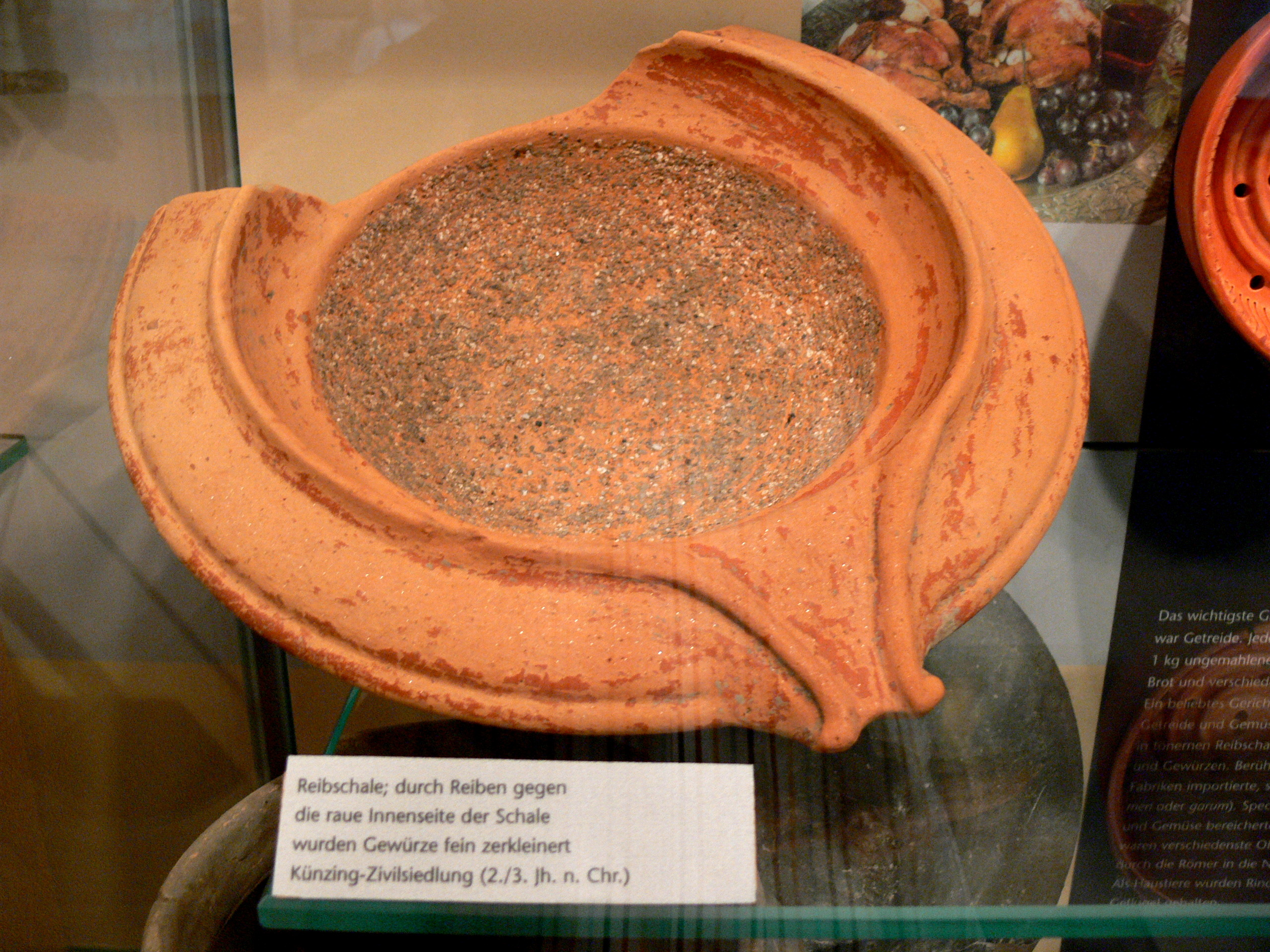
Reibschale aus dem mittelkaiserzeitlichen Kastelldorf (2./3. Jahrhundert)

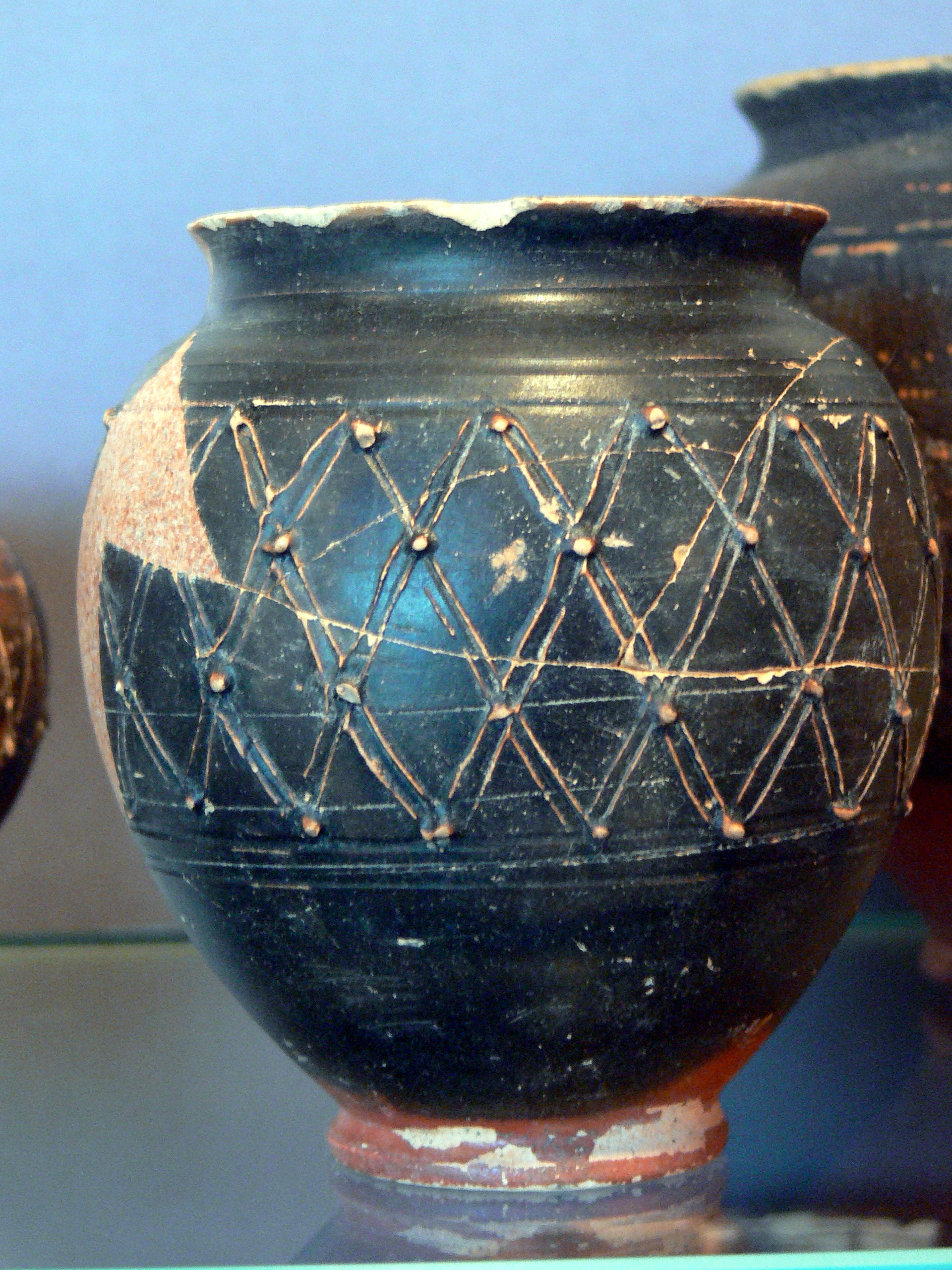
Rätische Keramik

An Keramik kamen vor allem einfache Teller, Kochtöpfe, deren Deckel und Dreifußtöpfe ans Tageslicht. Auch Reibschalen gehörten zum unerlässlichen Inventar der Küchen im Künzinger Lagerdorf; in ihnen wurden vor allem Gewürze und Kräuter zerkleinert. Das Geschirr des täglichen Gebrauches wurde wohl hauptsächlich in den lokalen Töpferwerkstätten hergestellt, diese konnten bis dato jedoch noch nicht lokalisiert werden. In der Künzinger Zivilsiedlung wurden auch zahlreiche Bruchstücke von Olivenölamphoren entdeckt. Die Herstellerstempel an den Henkeln verrieten, dass das nach Künzing importierte Öl in Südspanien abgefüllt worden war. Auch die in Künzing in großer Zahl geborgenen Terra-Sigillata-Scherben sind Importware, unter anderem aus dem norditalienischen Arezzo. Im 1. Jahrhundert n. Chr. wurde diese Ware aber schon größtenteils in süd- und ostgallischen Manufakturen produziert. Die Inhaber dieser Manufakturen betrieben auch Zweigstellen im Rhein-Main-Gebiet. Besonders Produzenten aus Rheinzabern (Tabernae) sind ab der Mitte des 2. Jahrhunderts für Künzing zum Hauptlieferanten geworden. Im Gegensatz zur Terra Sigillata handelt es sich bei der sogenannten Rätischen Keramik um eine vor Ort hergestellte Feinkeramik. Die Gefäße waren mit Ausnahme des Standfußes mit schwarzglänzendem Tonschlicker überzogen. Sie trugen oft eingeritzte oder mit einem Laufrädchen angebrachte umlaufende geometrische Streifen. Relativ selten war eine figürliche Verzierung, wie zum Beispiel ein mit Jagdszenen dekorierter Becher aus Künzing, hierfür wurde unter anderem zähflüssiger Ton auf das noch ungebrannte Gefäß aufgetropft. Typische Formen dieser Keramik waren Trinkbecher mit schmalem Fuß und weit ausladendem Bauch sowie flache Schalen. Die Glasgefäße stammten hauptsächlich aus der rätischen Provinzhauptstadt, Augusta Vindelicum (Augsburg). Wie bei den Ölamphoren handelte es sich hierbei hauptsächlich um Transportflaschen, in denen Salböle oder Parfums aufbewahrt und weiterverhandelt wurden.

## Kult und Religion
Aus Künzing sind nur wenige Fundstücke bekannt, die im Zusammenhang mit römischen Kultpraktiken stehen. Besonders hervorzuheben wäre hier die Darstellung des Kriegsgottes Mars auf einem aus dem Hortfund der Principia stammenden bronzenen Pferdestirnpanzer. Weiters fand sich der Kopf einer kleinen Kalkstatue des Merkur, der nach den archäologischen Zeugnissen der am häufigsten verehrte Gott in den römischen Nordprovinzen war. Eine Bronzestatuette wird als Äskulap, dem Gott der Heilkunst gedeutet. Eine Ritzzeichnung auf einem versilberten Bronzeziernagel stellt Sol Invictus dar und wird heute als Logo des Künzinger Römermuseums verwendet. Im 3. Jahrhundert wurde die Gottheit von Kaiser Elagabal in den Stand des obersten Reichsgottes erhoben. Sol trägt darauf einen siebenzackigen Strahlenkranz; neben ihm ist im Hintergrund noch eine Peitsche dargestellt, sie soll seine Funktion als Lenker des Sonnenwagens symbolisieren.

## Gräberfelder

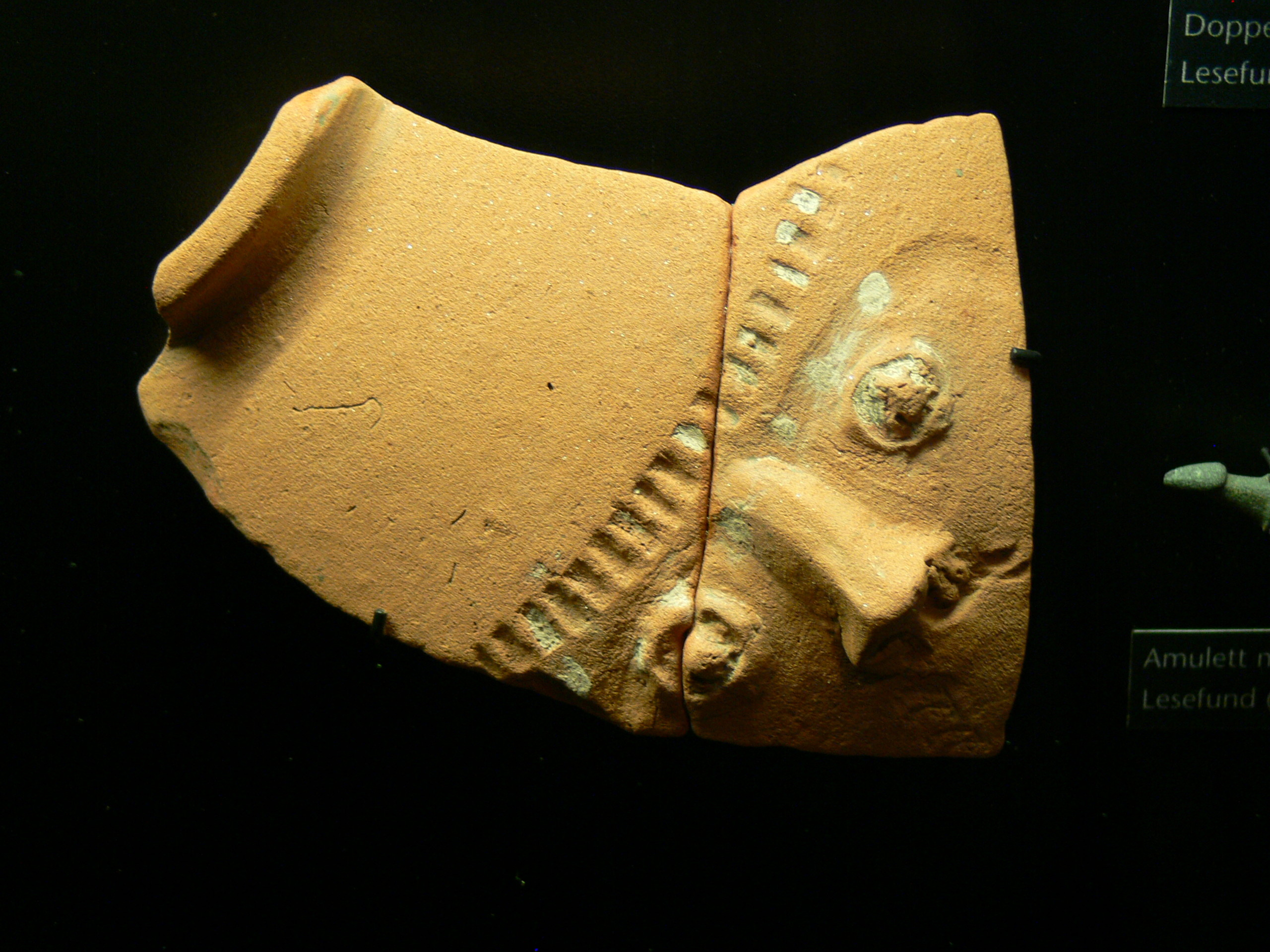
Reste einer Gesichtsurne

In Künzing konnten Grabfunde an zwei Stellen südlich und östlich des mittelkaiserzeitlichen Vicus aufgedeckt werden. Die Urnen- und Brandschüttungsgräber am Ostrand sind typisch für die in den nördlichen Donauprovinzen übliche Sitte der Brandbestattung. Das Gräberfeld im Osten ist aufgrund seiner Größe und außergewöhnlich langen Belegungszeit von über 600 Jahren (seit der Bronzezeit) für Süddeutschland einmalig. Im Zuge von Bauarbeiten entdeckten Archäologen 2009 im Osten von Künzing weitere römische 30 Brandbestattungen. Grabungsleiterin Sabine Watzlawik fand unter anderem Keramikscherben, verbrannte Knochen, Glasfragmente, Eisengegenstände, Brunnen, Keller, Reste von Grubenhäusern und noch weitere römerzeitliche Siedlungsbefunde. Nach dem damaligen Bestattungsritus wurden die Toten zuerst auf einem Scheiterhaufen verbrannt. Die gefundenen Keramikscherben lassen darauf schließen, dass die Asche der Toten anschließend teils auf dem Gräberfeld verstreut wurde. Dennoch konnten auch Urnenbeisetzungen festgestellt werden. Die Funde wurden gereinigt und dann dem Museum im Künzing zur Aufbewahrung übergeben.
Neben dem spätrömischen Kastellneubaus nordwestlich der alten Garnison nahe der Donau, entstand auch ein neues Gräberfeld. Grabungen, die zwischen 1914 und 1928 in diesem Bereich stattgefunden haben, brachten Körpergräber aus der zweiten Hälfte des 4. Jahrhunderts zutage.

## Hinweise
Künzing gehört zu den archäologisch ergiebigsten Orten im Landkreis Deggendorf. Das Museum Quintana ist Partnermuseum der Archäologischen Staatssammlung und Mitglied des Museumsverbundes „Archäologie in Ostbayern“. Es stellt bedeutende Funde zur Ur- und Frühgeschichte der Region und Druckgrafiken zum Heiligen Severin von Noricum aus. Das Museum bietet in seiner Ausstellung aber vor allem einen repräsentativen Ausschnitt aus dem reichen Spektrum römischer Funde, Übersichtstafeln, Graphiken und Modelle zum militärischen Leben im Kastell sowie den Alltag in der Zivilsiedlung. Neben einem Rekonstruktionsmodell des Amphitheaters zeigt das Museum Quintana auch einen Kurzfilm mit der CAD-Simulation der historischen Anlage. Weitere Einblicke in die römische Geschichte bieten verschiedene Projekte, wie der Themenweg „Römer in Künzing“, der den Besucher zu den wichtigsten römischen Bodendenkmälern der Gemeinde führt.

## Denkmalschutz und Fundverbleib
Das Kastell Künzing ist eingetragenes Bodendenkmal im Sinne des Bayerischen Denkmalschutzgesetzes (BayDSchG). Nachforschungen und gezieltes Sammeln von Funden sind erlaubnispflichtig, Zufallsfunde sind den Denkmalbehörden anzuzeigen.
Vom Kastell blieb nach den Grabungen nur die neu aufgemauerte Apsis des steinernen Fahnenheiligtums erhalten. Sie wurden von ihrem Standort in den Hof der Künzinger Schule versetzt und ist nicht öffentlich zugänglich. Um den originalen Fundplatz des Kastellbades sichtbar zu machen, wurde das Caldarium (Warmbad) und Tepidarium (Laubad) mit Platten im Grünbereich hinter der Sparkasse an der Osterhofener Straße 4 angedeutet.